# 东风4B型内燃机车
东风4B型内燃机车（DF4B）是中国铁路使用的一种干线客、货运用内燃机车，也是中国铁路第二代电传动内燃机车的代表车型。东风4B型内燃机车的发展历程始于1965年开始设计、1974年投入批量生产的东风4型内燃机车和16V240ZJ型柴油机，但由于柴油机本身设计和制造工艺存在许多问题，导致早期出厂的东风4型内燃机车投入运用后故障频生，在历经大量设计改进和试验研究之后发展出16V240ZJB型柴油机，使其可靠性和耐久性得到大幅提高。1982年，作为东风4型内燃机车升级产品的首台东风4B型内燃机车问世，经过全面的性能试验和运用考核后，证明其可靠性和经济性比东风4型内燃机车有明显提升。1984年，大连机车车辆厂开始批量生产东风4B型内燃机车，资阳内燃机车厂和大同机车厂也于1986年加入生产行列，至今已生产了超过4500台东风4B型内燃机车，成为中国铁路史上生产数量最多、运用最广泛的内燃机车车型。 
东风4B型内燃机车可根据齿轮传动比的不同而作为货运机车（构造速度为100公里/小时）或客运机车（构造速度为120公里/小时）使用，动力来源为一台装车功率3,300马力的16V240ZJB型四冲程柴油机，传动系统采用由TQFR-3000型牵引发电机、ZQDR-410型牵引电动机、GTF-4800/770型硅整流装置组成的交—直流电传动装置，走行部采用具有拉杆式轴箱定位装置和二系弹簧悬挂的转向架。

## 发展历史

### 开发背景
东风4B型内燃机车的历史可追溯至1960年代开始研发的东风4型内燃机车。1962年，中华人民共和国铁道部确定了动力改革“内燃、电力机车并重，以内燃为主”的方针，在发展内燃机车方面确定了“高速柴油机和中速柴油机并举，电力传动和液力传动并举”的方针。正当中国第一代干线柴油机车——东风型柴油机车刚刚投入批量生产的同时，鉴于当时世界上的大功率柴油机车已经出现了采用中速柴油机和交—直流电传动的发展趋势，中国马上开始组织自主开发第二代大功率柴油机车的试验研究。1965年初，大连机车车辆厂、大连热力机车研究所、大同机车厂、铁道科学研究院、北京铁道学院等机构联合组成新中速柴油机设计组。1965年7月，铁道部内燃机车、电力机车会战指挥小组在青岛召开会议，批准向大连机车车辆厂下达新中速柴油机设计任务书，主要技术指标为缸径240毫米、行程275毫米、小时功率4000马力、额定功率3600马力、额定转速为每分钟1100转、平均有效压力1.6兆帕、四冲程、涡轮增压。
1969年9月，为庆祝中华人民共和国二十周年国庆，大连机车车辆厂试制成首台装用16V240ZJ型柴油机车的东风4型2001号机车。经过两万余公里的试运行，柴油机暴露出输出功率不足、排气冒黑烟、机油稀释、齿轮传动机构损坏等问题。1971年至1974年，大连机车车辆厂针对原型车试运行中出现的问题，对机车和柴油机的设计进行大量试验和改进。1974年下半年起，随着对柴油机的改进和试验考核取得步成果，加上当时中国铁路对大功率柴油机车的迫切需求，尽管还没有完成长时间的耐久性试验，东风4型柴油机车就忙于投入批量生产，但随着机车走行里程的增加，柴油机的可靠性问题不断暴露出来，柴油机相继出现如连杆螺栓断裂、连杆瓦盖断裂、连杆结合齿断裂、锻铝组合式活塞裂纹、配气齿轮打牙、凸轮轴剥离、滑油泵断轴等故障。为了提高机车和柴油机的可靠性和使用寿命，大连机车车辆厂进行了大量的改进和试验工作，并将研究成果陆续应用在新造机车上。1976年，工厂首先针对柴油机连杆螺栓和连杆盖断裂故障，采取使用滚压螺栓和加厚连杆盖、加设排气稳压箱等措施，并将经过上述改进的柴油机称为16V240ZJA型柴油机，并于同年下半年开始批量生产。

### 技术攻关
从1976年末开始，柴油机又出现了更严重的机体裂纹，到1978年末已有多达143台柴油机出现机体裂纹，占当时已出厂东风4型机车总数的41.6%，导致大量机车无法运用返厂待修。设计部门通过大量试验研究查明，柴油机各种故障的根源在于机体强度和刚度不足，以及柴油机轴系动力性能欠佳所致。为此，工厂对柴油机机体等二十多个零部件进行了修改设计，包括將机体横截面由八面体改为六面体，加高主轴承座以增加机体的高度，主轴承盖加设了水平横拉螺钉，通过调整曲轴平衡块重量和加粗主轴颈来提高曲轴强度，重新设计凸轮轴的供油和配气凸轮型面，又将锻铝活塞改为整体薄壁球铁活塞，采用簧片式弹性联轴节以改善曲轴扭振性能等。1977年11月至12月，集中了上述改良的0255号柴油机完成500小时台架耐久试验，结果显示柴油机性能和部件状态良好，作为A型柴油机的升级产品定型为16V240ZJB型柴油机。1978年3月，铁道部科学技术委员会在大连召开了16V240ZJB型柴油机鉴定会议，批准B型柴油机初步定型，可以投入小批量生产。
根据鉴定会议的建议，大连机车车辆厂将0255号柴油机样机装上东风4型0282号机车。从1978年10月至1979年底，这台机车在丰沙铁路丰台西至张家口间进行运用试验，期间牵引货物列车共运行21万多公里，柴油机经拆检观察显示性能和主要零部件磨耗情况良好。为了使柴油机更加可靠，大连机车车辆厂决定参照国外柴油机的试验规范，对柴油机再进行2000小时高负荷耐久试验。1979年7月至1980年6月，大连内燃机车研究所对0503号柴油机进行了2000小时耐久试验，期间并试用了蠕墨铸铁气缸盖、加硼铸铁气缸套、九节式排气总管等新技术。与此同时，工厂先后在单缸机和三台16V240ZJB型柴油机上进行了三种标定转速的对比试验，最终决定在保持装车功率3300马力不变的情况下，将标定转速由原来每分钟1100转降为每分钟1000转，空转转速由原来每分钟500转降到每分钟430转，以降低柴油机零部件的机械负荷。1979年11月起，大连机车车辆厂根据铁道部的指示，开始生产装有16V240ZJB型柴油机的东风4型柴油机车。
1980年9月，大连内燃机车研究所选用东风4型0188号机车，进行了三种不同标定转速下的牵引热工性能试验。试验结果表明，柴油机在标定转速每分钟1000转的情况下，燃油消耗率、机油消耗率、最大烟度值等经济指标已经达到国外工业发达国家同类机型的先进水平。与此同时，大连机车车辆厂还对机车主要部件进行一系列地面试验，包括车体和转向架的静、动强度试验、静液压泵和液压马达的耐久性试验、牵引电动机通风机性能试验等，务求进一步提高东风4型机车的可靠性。1981年8月23日至9月11日，0660号柴油机在大连内燃机车研究所试验台完成了UIC 360小时耐久试验。

### 鉴定试验

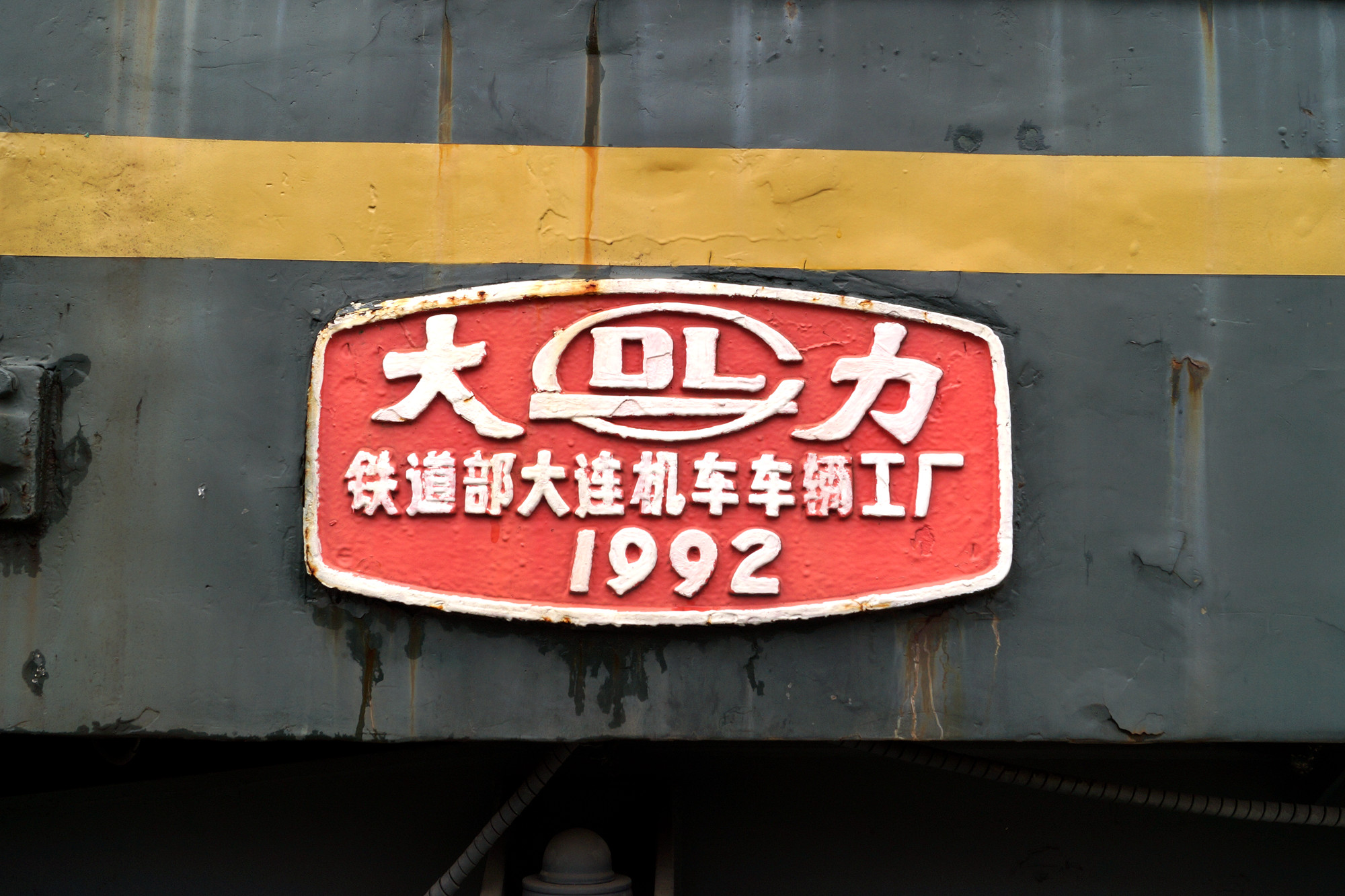
东风4B型机车上刻有大连机车车辆工厂“大力牌”商标的铭牌，该商标从1985年1月起开始使用

1982年12月，装用16V240ZJB型柴油机的0527号机车在大连机车车辆厂出厂，作为东风4型机车的升级换代产品，定型为東風4B型柴油機車。东风4B型与东风4型机车的差异除了柴油机型号外，前者还采用了由步进电机驱动的无级调速器，以及经过改良的强化散热器、冷却风扇和感温元件，主发电机输出功率由2,059千瓦提高到2,125千瓦，万吨公里油耗降低9.6%，厂修期延长30%。1983年1月至5月期间，东风4B型0527号机车在大连内燃机车研究所的定置试验台进行了牵引热工性能、电机温升、辅助功率消耗等试验。试验结果显示，东风4B型机车（柴油机标定转速每分钟1000转）与东风4型机车（柴油机标定转速每分钟1100转）相比，机车轮周效率由32.17%提高至33.4%，标定工况的燃油消耗率降低约4%，空转油耗约降低25%，主要零部件性能和可靠性均有所提高。完成定置性能试验之后，这台机车配属济南铁路局济南机务段投入20万公里运用考核，至1985年3月完成运用考核后进行第一次架修，运行试验结构显示在相同应用条件下，东风4B型机车的万吨公里油耗比东风4型机车降低约9.6%。1984年7月，东风4B型柴油机车正式投入批量生产，同时大连机车车辆厂停产东风4型机车。
1984年8月，铁道部科技局开始对东风4B型机车进行历时近两年的部级鉴定试验工作。1984年9月，首批25台东风4B型机车（1001～1025）配属乌鲁木齐铁路局哈密机务段投入运用。1985年1月，铁道部在哈密机务段随机抽样选取了两台机车。其中，东风4B型1006号机车负责进行牵引热工性能试验，而东风4B型1016号机车则用来做15万公里运行考核。1985年7月和9月，东风4B型1006号机车在北京环形铁道进行部级鉴定性能试验，试验项目包括机车牵引特性、电机温升、冷却性能、机车称重、柴油机起动及空转性能、牵引电动机电流及磁场削弱、制动性能等。由于试验期间北京当地气温未达到要求规定的40°C，因此该机车于1986年7月在新疆吐鲁番地区进行了第二次冷却性能试验。1986年10月15日至17日，铁道部在大连机车车辆厂召开东风4B型机车鉴定会，专家组意见认为东风4B型机车的牵引、热工、动力学和空气制动等性能及技术经济指标等，均已达到了设计任务书的有关规定，“其主要技术经济指标具有国内先进水平，在经济性、动力学性能等方面接近国外先进国家同类产品的水平”，正式批准东风4B型机车通过部级鉴定，但同时亦指出某些零部件在可靠性和质量上仍有改善空间，例如球墨铸铁活塞、排气管波纹管、燃油喷射系统等，并应尽快加装电阻制动装置。
1985年，东风4B型机车和16V240ZJB型柴油机车获辽宁省优质产品称号。1987年，东风4B型机车经国家产品质量评审委员会评定，获得1987年度国家金牌优质产品奖，并被铁道部正式指定为替代进口产品，结束中国大批进口干线柴油机车的历史。

### 持续改进
东风4B型柴油机车投入生产以后，大连机车车辆厂持续对其进行各种设计改良。1985年，大连机车车辆厂完成加装机车三项安全设备（机车自动停车装置、机车信号装置和列车无线调度电话装置）的图纸设计及上报铁道部，并首先在东风4B型1245号和1246号机车上试用，翌年开始铁道部要求所有东风4B型机车加装三项设备以保障行车安全。1986年，大连机车车辆厂、永济电机厂、西安铁路信号工厂、西安微电机厂、天津机车车辆机械工厂联合对无级调速系统作出改进，解决了操纵杆易折断、步进电机扭矩不足等问题。1988年，为了解决柴油机B型连杆大头孔变形、使用寿命短等问题，设计出G型连杆并通过中车公司技术鉴定。1992年，工厂为部分在中国东北使用的东风4B型机车加装增压器防喘阀，解决增压器在严寒气候下容易发生喘振的问题。1993年，大连机车车辆厂为10台东风4B型柴油机车试装由四方机车车辆厂生产的双筒式风源净化装置，以提高空气制动系统的可靠性。1995年，新造的东风4B型机车加装了轮缘润滑装置，头灯由汞氙灯改为光线较为柔和的卤钨灯，并且改用ZN290型或VTC254-13型增压器，部分机车试装上海赛雪龙和西安沙尔特宝的电器设备。

#### 高原型机车
1985年12月，为了满足中国西北高原地区铁路运输的发展需要，大连机车车辆工厂根据铁道部工业总局的指示研制了两台东风4B高原型机车。高原型机车装用了大连内燃机车研究所研制的45GP1301B型高压比涡轮增压器，以及美国伍德沃德公司的PGEV型调速器，使柴油机输出功率可以随海拔高度和气温变化自动修正。柴油机冷却水系统由开放循环改为封闭循环，以避免高原地区因冷却水的沸点降低而影响传热效率；空气滤清器亦由钢板网滤清器改为纸质滤清器，提高了机车的防风沙能力。此外，机车还安装了西安铁路信号工厂生产的一级电阻制动装置，以适应高原地区铁路长大坡度多的特点。1986年3月，首两台高原型机车配属乌鲁木齐铁路局鱼儿沟机务段，于横跨天山南北的南疆铁路鱼儿沟至库尔勒区段完成了高原牵引试验，并获得了令人满意的结果。高原型机车不仅高原牵引能力比一般机车大幅提高，万吨公里耗油量亦有所降低。在外温不超过20℃、海拔高度不超过3000米时，柴油机功率自动修正为2,900马力（2,133千瓦），机车输出功率修正约为1,845千瓦（2,470马力）。1988年起，在中国西部高原地区运用的东风4B型机车陆续改装高原增压器和电阻制动装置。东风4B型高原机车主要运用在青藏鐵路集團公司、兰州铁路局、乌鲁木齐铁路局及呼和浩特铁路局。

#### 客运型机车
1980年代，为了适应中国铁路旅客运输量随着经济发展的迅速增长，铁道部在主要干线上组织扩大旅客列车编组辆数，要求“七五”期间将主要干线700多对旅客列车编组辆数增加至17—20辆，功率较小的东风3型和ND2型柴油机车已不能满足需要。1986年7月，铁道部向大连机车车辆厂提出尽快生产东风4B型客运机车的要求。1986年12月21日，大连机车车辆工厂试制出第一台东风4B客运型机车（东风4B型2101号），首先配属上海铁路局上海机务段投入运用。客运型机车是在货运型机车的基础上对牵引齿轮传动比加以改造而成，传动比由货运型的4.5（63：14）改为客运型的3.381（71：21），机车最高速度由100公里/小时提升至120公里/小时，除此以外柴油机、牵引发电机、牵引电动机等设备均与货运型机车完全相同。当客运型机车牵引编组辆数为20节、总重1100吨的旅客列车时，在平直道的均衡速度可达117公里/小时，在9‰的坡道上的均衡速度可达55公里/小时。1987年起，大连机车车辆工厂开始批量生产东风4B型客运机车。在1997年中国铁路第一次大提速之前，该型机车曾经是中国铁路客运机车的主力车型之一。

#### 二级电阻制动
继1985年两台高原型机车安装一级电阻制动装置取得成功之后，大连机车车辆工厂和西安信号工厂于1985年又研制了二级电阻制动装置。1986年6月，在新造的东风4B型1196号及1197号机车上试装了二级电阻制动装置，并在京广铁路信阳至广水之间进行了鉴定试验。当时，京广铁路信阳至广水区间的长大下坡道（上行线鸡公山至李家寨，下行线武胜关至孝子店），是长期制约提升京广铁路运输能力的瓶颈区间。但由于电阻制动装置在性能和可靠性方面未如理想，根据铁道部的指示需要对其继续作出改进。1989年2月，在新造的东风4B型1606号及1607号两台机车上安装了经过改良的二级电阻制动装置。二级电阻制动的目的是为提高机车在低速运行时的制动力，以适应自动闭塞区段的运行要求，即当机车速度降到约23公里/小时的时候，通过接触器开关将制动电阻短路一部分，从而提高低速区域的制动功率和制动电流。1989年初，东风4B型1606号及1607号机车在郑州铁路局管内郑州北至开封区间进行了电阻制动性能试验，二级电阻制动的应用可省去长大下坡道上列车由于制动闸瓦发热而停车凉闸瓦的时间，有效提高繁忙区段的自动闭塞区间的线路通过能力。1989年7月起，大连机车车辆工厂开始批量生产装有二级电阻制动装置的东风4B型机车。此后，两级电阻制动系统还被应用到东风4C型、东风7型、东风8型机车上。

### 生产情况
| 机车编号              | 制造厂                              |
| --------------------- | ----------------------------------- |
| 1001～1999            | 大连机车车辆厂                      |
| 2101～2685 （客运型） | 大连机车车辆厂                      |
| 3101～3999            | 资阳内燃机车厂                      |
| 6001～6587            | 大同机车厂                          |
| 7001～7363 7366～7796 | 大连机车车辆厂                      |
| 7364～7365            | 四方机车车辆厂                      |
| 7701～7732            | 四方机车车辆厂 戚墅堰机车车辆厂改造 |
| 9001～9702            | 资阳内燃机车厂                      |

1983年，为了转产东风4B型柴油机车及扩大工厂生产能力，大连机车车辆厂开始工厂的第四次技术改造，生产规划为年产东风4B型机车150台、16V240ZJB型柴油机180台、C62A型敞车2000辆，工程总预算约7000万元人民币，至1986年基本完工。这次工厂扩建工程中从国外引进了不少大型精密加工设备，例如日本的气缸盖及连杆加工中心，西德的曲轴连杆颈磨床、齿轮成形磨床、凸轮轴铣床、无损硬度试验机，奥地利的柴油机性能检测仪等等，为提高柴油机产品品质发挥了重要作用。1986年6月13日，大连机车车辆厂庆祝东风4型柴油机车总产量达到1000台。1986年，大连机车车辆厂年产167台东风4B型柴油机车、181台16V240ZJB型柴油机。“七五”期间，由于当时中国铁路运输能力持续紧张，机车车辆工业的生产能力仍未能满足需求，大连机车车辆厂从1987年起又开始第五次技术改造，生产规划为年产东风4B型机车220台、16V240ZJB型柴油机280台，并投资逾4700万元人民币从国外引进各种先进仪器，包括西德的柴油机机体加工中心、瑞典的连杆及气缸盖加工中心等，这次扩建工程于1990年基本完工。至1994年，大连机车车辆厂已经年产238台东风4B型机车。
1985年，根据全国铁路机车车辆工业系统的生产布局调整，铁道部要求资阳内燃机车厂、大同机车厂开始生产东风4B型柴油机车。1986年6月21日，资阳内燃机车厂生产的首台东风4B型3101号机车交验出厂，至1990年资阳内燃机车厂已经能够年产101台东风4B型机车。1986年9月22日，大同机车厂制造的第一台东风4B型6001号机车出厂，至1989年大同机车厂年产40台东风4B型机车。由于受到工厂自身生产能力的限制，大同机车厂仅负责制造车体和转向架以及最后组装，所需的柴油机、起动变速箱、静液压变速箱由资阳和大连两厂定点协作供应，电气设备由永济电机厂和西安信号工厂供应。1994年，广梅汕铁路向四方机车车辆厂订购了东风4B型7364号及7365号机车，由于当时四方机车车辆厂正在生产的东风4E型柴油机车，因此这两台东风4B型机车也采用了与之相同的车体外形。
截至1998年，大连厂、资阳厂、大同厂、四方厂累计生产了4303台东风4B型机车，这个数目相当于1999年中国铁路内燃机车保有量的42.5%。至1990年代末，虽然中国铁道部已经停止采购东风4B型机车，但大连厂、资阳厂至今仍然会根据地方铁路、工矿企业、海外铁路公司等的需求生产东风4B型机车。资阳机车厂生产的最后一批的东风4B型货运机车为9701、9702号，由中铁二局集团于2013年购置，用于非洲埃塞俄比亚和吉布提的亚吉铁路建设工程。大连机车车辆厂生产的最后一批东风4B型货运机车为7795、7796号，由承德钢铁集团张双铁路于2014年购置；而大连机车车辆厂生产的最后一批东风4B型客运机车为2684、2685号机车，由威海市地方铁路管理局于2006年购置，配属威海机务段并投入桃威铁路运用。
部分铁路局和机务段也会根据实际运用需要，对东风4B型机车进行变换牵引齿轮传动比的改造，将客运传动比改成货运传动比，或者将货运传动比改为客运传动比。而在1986年或以前生产的东风4型机车在后来返厂大修时，也都按照东风4B型机车的标准进行了改造，包括更换16V280ZJB型柴油机、联合调节器、增压器和联轴节等部件。除此之外，四方机车车辆厂生产的16组双节重联的东风4E型柴油机车，于2002年由戚墅堰机车车辆厂改造32台东风4B货运型机车，改造后的机车编号为东风4B型7701～7732号，此号段与大连机车车辆厂制造的32台东风4B型机车编号重复，因此该号段的每個編號各有两台机车，这两批机车在外观上基本完全相同，但仍可通过驾驶室空调布置和制造厂铭牌作出区分。
- 大连厂生产的东风4B型7529号机车
- 东风4B型2315号机车牵引旅客列车运行在广深铁路
- 东风4B型2602号机车牵引旅客列车驶出广州站
- 东风4B型3116号机车，资阳厂于1986年生产的首批东风4B型机车之一
- 大同厂生产的东风4B型6402号机车
- 资阳厂生产的东风4B型9240号机车
- 由东风4E型机车改造而成的东风4B型7725号机车
- 金温铁路涂装的东风4B型7620号机车
- 新长铁路涂装的东风4B型2679号机车
- 漯阜铁路涂装的东风4B型7719号机车
- 盐田港集团平盐铁路的东风4B型7310号机车，披上了孩之宝赞助的变形金刚广告涂装。平盐铁路另有一台采用小马宝莉涂装的东风4B型7312号机车

### 升级改造

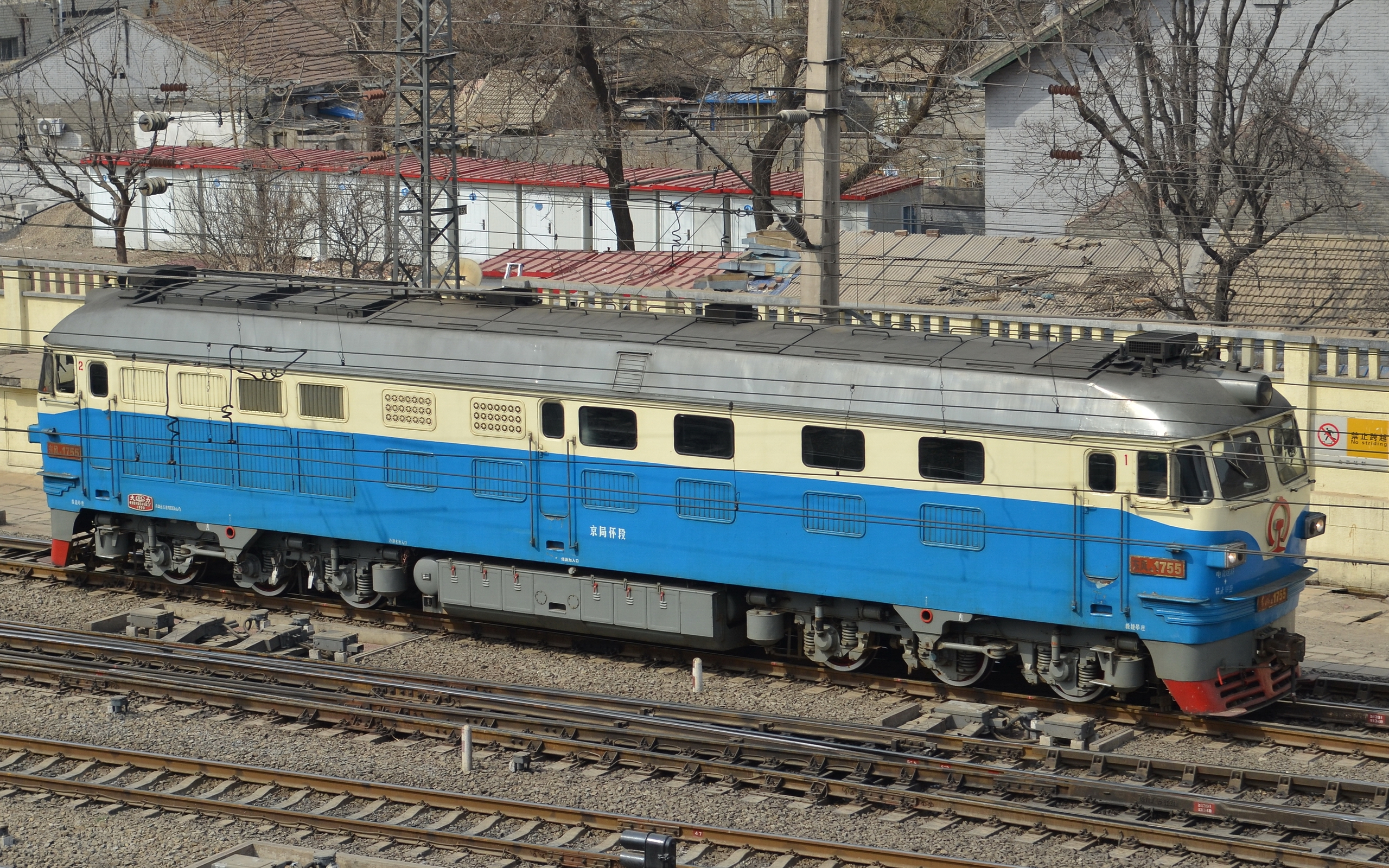
按东风4D货运型标准翻新改造后的东风4B型1755号机车

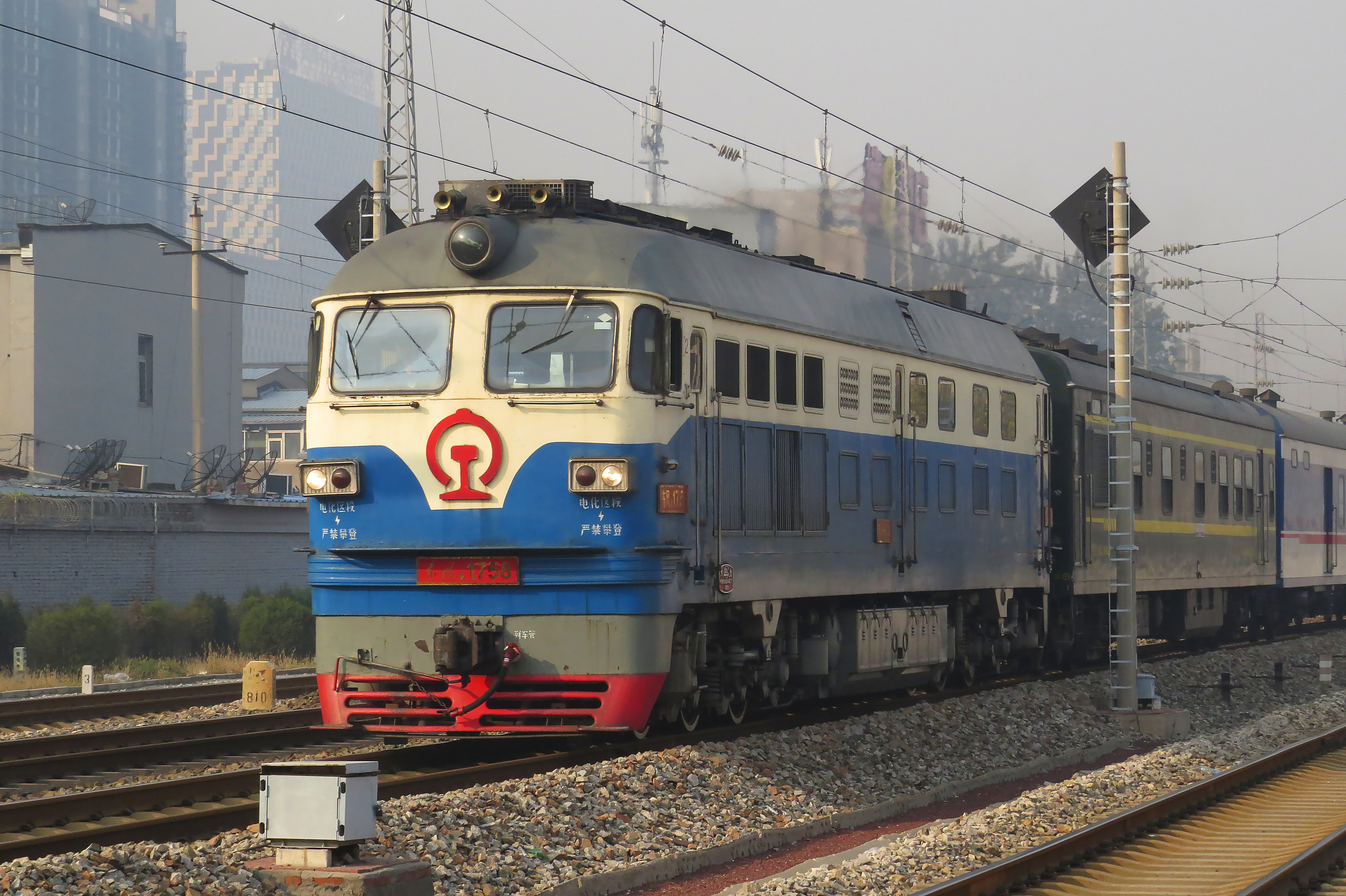
配属怀柔北机务段的东风4B型1758号机车

从1999年起，部分鐵路局有鉴于东风4B型机车的牵引能力已不能满足运输的需要，但又缺乏资金购置新车型，為了節省成本而决定将部分東風4B貨運型机车按照東風4D貨運型的标准进行大规模翻新改造。按2000年代初的价格标准，一台东风4B型机车返厂大修价格约为130万元人民币，而改造为东风4D货运型只需260万元人民币。这类机车主要配属于乌鲁木齐铁路局和北京铁路局、太原铁路局。完成改造后的机车俗称东风4BD型或东风4B改D型，并保留原车的编号和铭牌，同时将原来的绿色涂装更改为与东风4D货运型机车相同的上半部奶黄色、下半部天蓝色涂装。
东风4BD型机车是在东风4B型机车的基础上翻新改造而成，主要改造内容包括柴油机、主发电机、牵引电动机、冷却装置等零部件，并对机车总体布置、辅助系统及辅助传动装置等部分重新设计，车体钢结构和转向架等部分仍沿用东风4B型机车原来的部件。机车换装16V240ZJD型柴油机、TQFR-3000ZG型主发电机和ZD109B型牵引电动机，空气滤清器更换为东风11型柴油机车的二级空气滤清系统（塑料惯性滤清器和铝板网式滤清器），或者东风4D型机车的多旋流管式风动自动除尘二级空气滤清器，高风沙地区用机车可加装钢板网滤清器或复合材料滤清器；对排气烟筒、燃油粗滤清器、机油热交换器、机油滤清器、冷却水系统管线进行更新改造。冷却室按照东风4D型机车进行改造，散热器单节数量由原来的56组改成44组，腾出空间用来增设辅助室间隔。辅助室室内一侧为不锈钢厕所，另一侧改为工具箱和风源净化装置。机车总体布局方面，为了降低Ⅱ端驾驶室噪音，增加一个辅助室和隔断，使机车布局从前到后变为Ⅰ端驾驶室、电气传动室、动力室、冷却室、辅助室、Ⅱ端驾驶室。电气传动室保留原车电器柜、电阻制动柜、励磁机、启动变速箱、前转向架牵引电机通风系统；对电气柜的主整流柜进行二次绝缘和通风改造；改造励磁机并加装微机控制的恒功率励磁调节装置等。
经过改造后的东风4BD型机车，牵引性能与东风4D货运型机车基本相同，柴油机装车功率由2,426千瓦提升至2,940千瓦，机车最大轮周功率由1,985千瓦提升至2,425千瓦，比东风4B型货运机车提高了超过20%。在相同运用条件下，改造后的机车在平直线路上牵引4000吨货物列车运行的最高平衡速度为89公里/小时，比东风4B型货运机车提高16公里/小时。东风4B改D型机车曾经配属于北京铁路局的丰台机务段、怀柔北机务段和天津机务段，其中怀柔北机务段的东风4B改D型机车曾经活跃于北京周边的铁路线，例如担当京包铁路关沟段的旅客列车本务和补机，担当北京东北环线、北京东南环线的货物列车牵引任务等。2017年，怀柔北机务段增配从南宁铁路局南宁机务段调拨的东风4D货运型机车，代替部分老化严重的东风4B型、东风4C型、东风4B改D型机车。太原铁路局侯马北机务段和乌鲁木齐铁路局库尔勒机务段亦曾配属东风4B改D型机车，侯马北机务段的机车主要负责北太焦铁路的货物列车牵引任务，而库尔勒机务段的机车则用于牵引南疆铁路的货物列车。库尔勒机务段的东风4B改D型机车已于2015年全部报废，北京铁路局怀柔北机务段南口运用车间的DF4B改D已于2017年全部报废。

### 援助朝鲜
2006年至2008年间，中国铁道部先后多次将国内淘汰的东风4型和东风4B型机车无偿援助朝鲜民主主义人民共和国。在朝鲜民主主义人民共和国铁路系统中，这些机车被定型为朝鲜铁道200型柴油机车，机车编号为（意为“内燃”），大多数配属咸兴铁道局咸兴机车队，担当货物列车和旅客列车的牵引任务。

## 技术特点

### 总体布置
东风4B型柴油机车是干线客货运用的六轴柴油机车，机车标称功率为2,660马力（1,990千瓦），货运型机车的构造速度为100公里/小时，客运型机车的构造速度为120公里/小时，运转整备重量为138吨。东风4B型机车采用双司机室、内走廊式、全钢焊接结构的框架式侧墙承载车体，车体由左右侧壁、底架、车顶、内部隔墙、两端司机室等部分焊接在一起，车体主要骨架采用16Mn低合金钢材，车体外部蒙皮为2.5毫米厚钢板，车体内壁喷涂聚胺酯泡沫塑料作为吸音材料。车体长度为20,490毫米，车钩中心线间距为21,100毫米，车体宽度为3,100毫米（扶手杆之间最大宽度为3,309毫米），车体高度为4,725毫米。车体两端设有同等功能的司机室，可双向操纵机车。车体底架两端装有车钩和牵引缓冲装置，初期生产的机车采用改进下开式3号车钩，自1990年以后生产的机车则按照铁道部颁布的TB1595-85号标准改用13号下作用车钩。每节机车的车体底架下部两台转向架之间，吊挂着一个容量为9,000升的燃油箱，燃油箱两侧设有铅酸蓄电池组，燃油箱前后端各装有一个总风缸。
机车从前到后分别为第一司机室、电气室、动力室、冷却室、第二司机室五个部分，其中电气室 、动力室和冷却室顶部均设计成活动顶盖，以便拆装车内部件。司机室内机车运行方向的左侧设有包含一系列仪表和按钮的司机操纵台、空气制动机的自动制动阀和单独制动阀等，右侧设有副司机座席及工具箱，司机室后壁设有手制动装置手轮。电气室内设有电气控制柜、主硅整流柜、励磁整流柜、制动电阻柜等电气设备，由启动变速箱驱动的起动发电机、励磁机、测速发电机、前转向架牵引电动机通风机、空气制动系统的分配阀等辅助设备布置在电气室后部地板上。位于机车中部的动力室内安装了一套柴油发电机组，并设有空气滤清器、燃油滤清器、燃油输送泵、机油滤清器、膨胀水箱、预热锅炉等辅助设备。动力室顶棚两侧设有车体通风机，将柴油机运转时产生的燃气和热风抽出。为了方便对动力装置的检修，机车除了在司机室设有侧门外，在动力室的两侧也设有一对侧门。 
冷却室内设有冷却水系统和散热装置，冷却室顶部装有V型结构的肋片扁管式铜散热器，及以两个直径为1,600毫米的轴流式冷却风扇，冷却风扇由静液压马达传动。机车设有两套独立的循环冷却水系统，分别为冷却柴油机的高温冷却水系统（24个散热器单节），以及冷却增压空气、机油、静液压传动油的低温冷却水系统（32个散热器单节）。散热器下方设有静液压变速箱、后转向架牵引电动机通风机、机油热交换器、空气压缩机、起动机油泵等，柴油机自由端通过传动轴与静液压变速箱相连，并通过尼龙绳传动轴带动后转向架牵引电动机通风机。冷却室左右两侧侧壁各设有八个通风百叶窗口。空气制动装置采用具备阶段缓解和自动保压功能的JZ-7型空气制动机；制动机采用两台NPT5型空气压缩机与之配合，制动机可以单独制动机车或同时制动机车和列车。停车制动采用手制动装置。

### 动力装置

#### 柴油机
东风4B型柴油机车装用一台属于240/275系列的16V240ZJB型柴油机。该型柴油机为16气缸、四冲程、V型结构、直接喷射、开式燃烧室、废气涡轮增压、增压空气中间冷却的中速柴油机，气缸内径为240毫米，活塞行程为275毫米，小时功率为4,000马力（2,980千瓦），持续功率为3,600马力（2,650千瓦），柴油机总重量为22,670公斤。与16V240ZJA型柴油机相比，16V240ZJB型柴油机在保持装车功率3,300马力（2,430千瓦）不变的条件下，将标定转速由每分钟1,100转降为每分钟1,000转，将最低工作转速由每分钟500转降为每分钟430转，以减轻柴油机运动部件的机械负荷，柴油机平均油耗率和空转油耗率亦有明显改善。同时，将柴油机机体横截面形状由八面体改为六面体，将原来机座高度减少250毫米，并在加高主轴承座以增加机体的高度，各主轴承盖都加设了水平的两个横拉螺钉以及加厚侧板等等，使机体纵向和横向刚度分别提高了60%和77%。为了提高曲轴的强度，将平衡块由原来只占平衡回转质量的15%，增加到平衡回转质量的50%左右，并将主轴颈直径由原来的220毫米增加到225毫米。此外，又用簧片式弹性联轴节代替半刚性联轴节，使柴油机由连续发火改为间断发火，并使曲轴可以按需要增加平衡重，达到降低机体和曲轴应力、减少轴承负荷的效果。16V240ZJB型柴油机并采用了无级调速装置，通过控制联合调节器配速机构上的步进电机，实现对柴油机的无级调速控制，以代替原来东风4型机车采用的16级手柄定位控制。除此之外，16V240ZJB型柴油机还采用了具有单螺旋槽柱塞的高压喷油泵、球墨铸铁活塞、加硼铸铁气缸套、九节式排气总管等新型零部件。
16V240ZJB型柴油机机体采用铸焊组合结构的六面体式机体，由整体铸钢悬挂式主轴承座和钢板件组焊而成，并采用内外纵分隔的箱形结构和半隧道式的拱形曲轴箱。左右两列气缸中心线间夹角为50°，V形夹角上方设有主机油道、进气稳压箱、进气支管、排气支管和排气总管，两套涡轮增压器及中冷器组对称安装在柴油机两端的上方。柴油机气缸由气缸套和冷却水套组成，气缸盖由耐热合金铸铁（大连厂）或蠕墨铸铁（资阳厂）制成。活塞采用整体薄壁球墨铸铁活塞，比以往的锻铝合金活塞减少了两道活塞环，有效改善了环槽磨损和气缸套穴蚀的问题。连杆采用左右气缸相同的锻钢并列连杆，使左右气缸前后错开74毫米。曲轴则分为钼铜稀土合金球墨铸铁曲轴（大连厂）和合金钢整体锻压曲轴（资阳厂和四方厂）两种，并带有与曲轴铸造在一起的平衡重。柴油机由ZQF-80型起动发电机起动，其电源由蓄电池供给。柴油机完成起动后，启动发电机由直流串励电动机变为直流他励发电机，并通过电压调整器输出110伏特直流电，作为辅助发电机使用，用来给蓄电池充电并和向辅助电路及控制电路供电。

#### 增压器

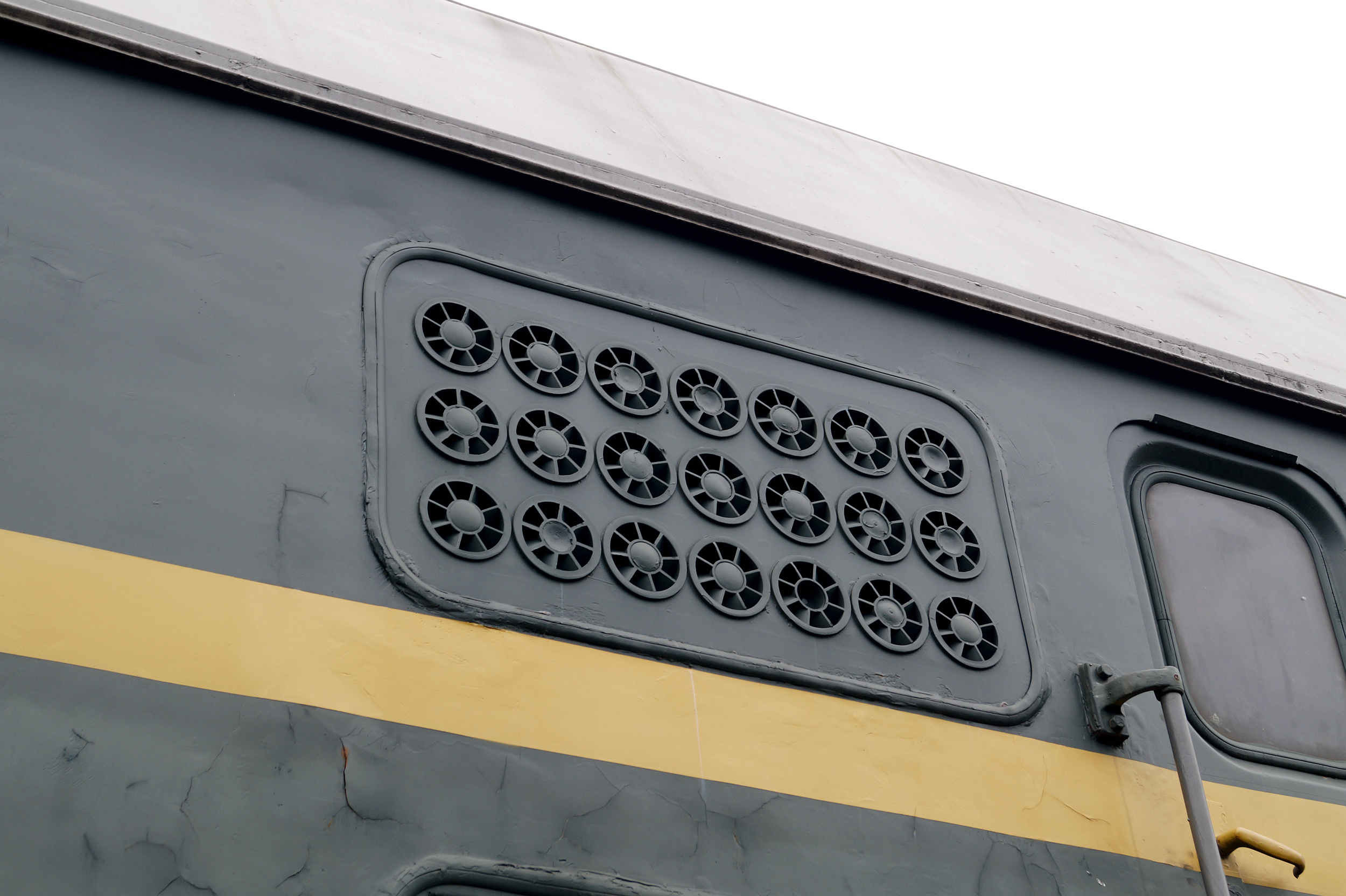
车身两侧的旋风筒滤清器

16V240ZJB型柴油机采用废气涡轮定压增压系统，左右两侧气缸排出的废气通过排气支管和总管，分别进入两台涡轮增压器推动涡轮后排出，而新鲜空气由安装在车体上的空气滤清器吸入，经增压器增压后流经中冷器进行冷却，然后通过进气稳压箱和进气支管进入各个气缸。东风4B型机车最初装用天津机车车辆机械厂生产的45GP802-1A型增压器，该型增压器是在16V240ZJA型柴油机的45GP802-1型增压器基础上改良而成，采用单级离心式压气机和单级轴流式涡轮机，额定转速为每分钟23500转，涡轮前最高温度约为650°C。1993年2月起，新造的东风4B型机车改用天津机车车辆机械厂的45GP802-4型增压器，与前者相比该增压器改用了球墨铸铁扩压器、精铸整体喷嘴环、高温合金涡轮叶片等。由于这两种增压器有喘振裕度偏小、综合效率较低的缺点，后来东风4B型机车又先后使用过ZN300-LSD1（天津机车车辆机械厂，基于45GP1301型增压器）、ZN310-LSE（大连内燃机车研究所）、VTC254-13（江津增压器厂引进瑞士ABB技术）、ZN290（天津机车车辆机械厂，基于VTC254-13型增压器）等新型增壓器。此外，大连机车研究所还为昆明铁路局研制了用于高原地区的ZN310-LSG型增压器。

#### 空气滤清器
柴油机进气采用由旋风筒式惯性空气滤清器和钢板网式空气滤清器组成的二级空气滤清器，在平原和沿海地区的一般清洗周期可达1.5～2万公里。然而，旋风筒滤清器在风沙较大地区的过滤能力很差，加快柴油机活塞环及气缸套等零部件的非正常磨损。因此，部分在中国西北地区运用的东风4型机车进行了改装，例如吸收了在引进ND5型柴油机车时通用电气转让的空气滤清器制造技术，在保留原来的旋风筒—钢板网滤清器之外增设了纸质滤芯滤清器，构成了旋风筒—钢板网—纸质细滤器的三级空气滤清器。

### 传动系统

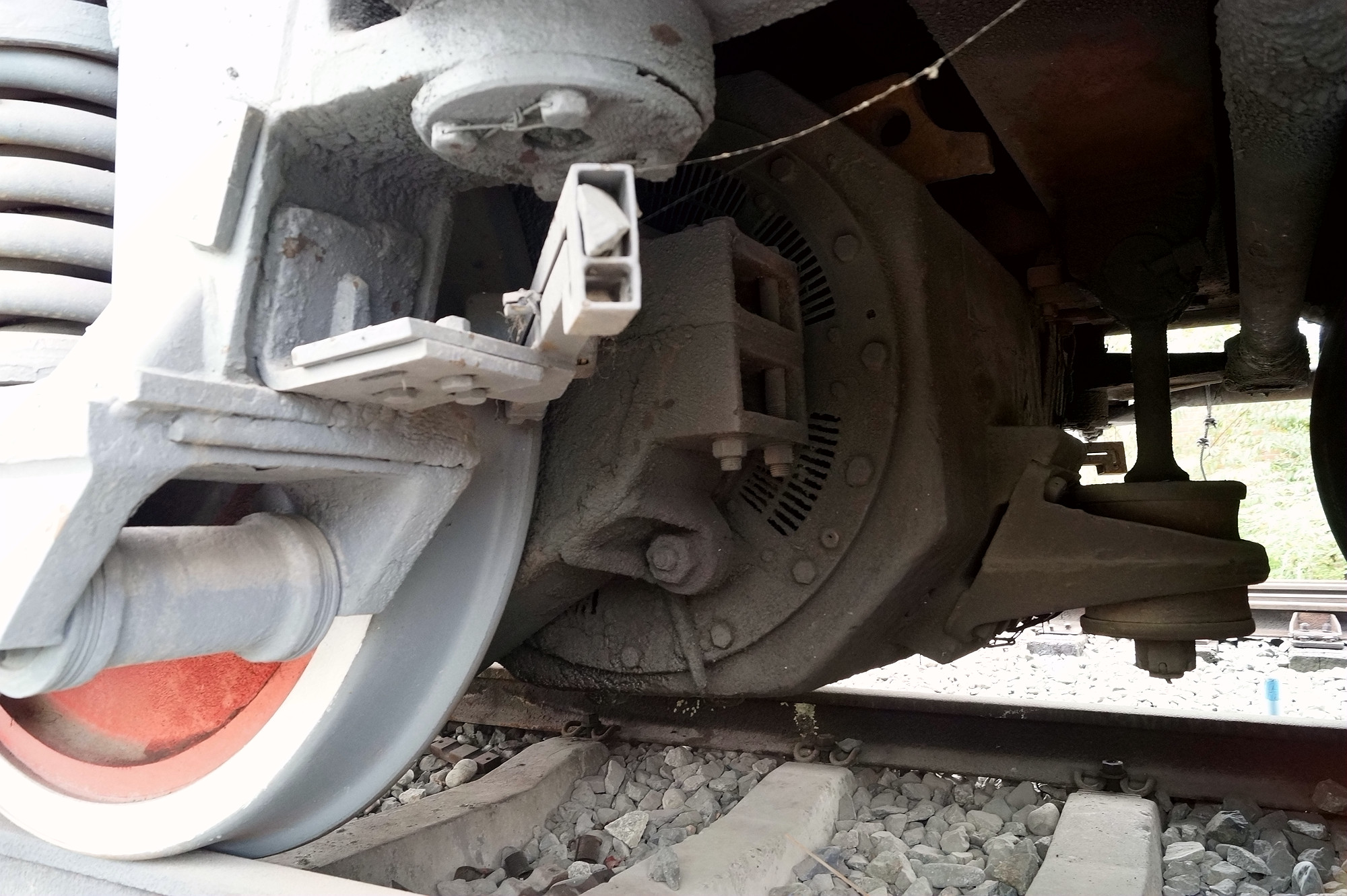
采用抱轴半悬挂的ZQDR-410型牵引电动机

东风4型机车采用交—直流电传动装置，柴油机曲轴通过联轴节驱动一台交流同步发电机发出三相交流电，经由硅二极管组成的三相桥式整流装置整流为直流电后，再将电能输送给两台转向架上的六台并联连接的直流牵引电动机，通过传动齿轮驱动轮对。柴油机与主发电机之间采用弹性联轴节连接，取代了东风4型机车的半刚性联轴节连接。

#### 牵引发电机
牵引发电机采用TQFR-3000型三相交流同步发电机，额定容量为2,985千伏安，额定电压为438／613伏特，额定电流为3,936／2,805安培，额定转速为每分钟1,100转，定子及转子绝缘等级分别为B级和H级，冷却方式为径向自通风式，主发电机净重为4,985公斤。牵引发电机的励磁电流由一台专门的励磁机供给（下述），励磁机由柴油机通过启动变速箱驱动，其发出的交流电经励磁整流器转换为直流电后，给发电机的转子励磁绕组励磁。

#### 整流装置
牵引发电机发出的三相交流电由硅整流装置转换成直流电，机车设有一组GTF-4800/770型硅整流装置，由硅二极管元件组成三相桥式全波整流电路。硅整流装置有六个串联的整流桥臂，每一桥臂有六个并联的ZP500-20型风冷平板式整流二极管（正向额定电流为500安培，反向峰值电压为2,400伏特），每台整流柜共有36个二极管元件。硅整流装置的最大直流输出电压为770伏特，额定直流输出电流为4800安培。

#### 牵引电动机
牵引电动机为ZQDR-410型四极串励直流电动机，额定功率为410千瓦，额定电压为550伏特，额定电流为800安培，额定转速为每分钟647转，最高转速为每分钟2,365转，定子及电枢绝缘等级分别为H级和F级，冷却方式为强迫通风。为扩大机车的恒功率速度范围，可以在牵引电动机励磁绕组接入并联分流电阻，对牵引电动机使用二级磁场削弱，磁场削弱率分别为60%和43%。为了提高客运机车的恒功率速度范围，在1989年生产的东风4B型2228号至2231号机车上，改为使用与东风4C型柴油机车相同的ZQDR-410C型牵引电动机；从1991年生产的东风4B型2272号机车开始，以后生产的所有东风4B型客运机车全部采用ZQDR-410C型牵引电动机，使客运机车的最大恒功速度从95公里/小时提高到120公里/小时。ZQDR-410C型牵引电动机（国家标准型号为ZD109）的额定功率提升至480千瓦，额定电压为645伏特，额定转速为每分钟757转，定子及电枢绝缘等级均为F级，二级磁场削弱率调整为58%和42%。

#### 电阻制动装置
从1989年7月起，新造的东风4B型机车均加装了二级电阻制动装置。在电阻制动工况时牵引电动机变为他励直流发电机工作，其激磁绕组全部串联由牵引发电机经硅整流柜供电，并由电阻制动控制箱通过控制励磁机的励磁，从而间接控制牵引发电机输出给牵引电动机的励磁电流；牵引电动机发出的电流输入到车上两个电阻制动柜，将电能通过电阻器转化为热能消耗掉。为了提高机车在低速行驶时的制动力，东风4B型机车的电阻制动分为两级特性控制，当机车速度降至低于23公里/小时左右时，由控制箱自动短接一半的制动电阻，从而扩大了低速时的最大制动力范围。受制动电阻通风冷却条件的限制，最大制动电流限制为650安培，最大制动功率为3,100马力（2,316千瓦）。此外，为了使机车在静止状态测定各档位的输出功率和性能，机车还可以利用制动电阻作为自负荷试验的负载。

### 控制系统
早期的东风4B型机车均采用由联合调节器伺服油压马达带动变阻器的自动调节励磁系统。这套励磁控制系统沿用自东风4型机车，主要由测速发电机、励磁机、励磁整流柜和联合调节器的功率调节滑阀等环节组成。牵引发电机的励磁电流是由一台GQL-45型感应子牵引励磁机发出的交流电经励磁整流器整流后供给，而励磁机的励磁电流则是由柴油机经启动变速箱驱动的测速发电机供电。测速发电机是一台他励直流发电机，测速发电机的励磁电流是由110伏特直流电经一个功率调节电阻供给，功率调节电阻的滑动触点由联合调节器上的功率伺服油压马达带动，它根据柴油机工作状况（欠载或过载）自动地调节可变电阻器的阻值，从而改变测速发电机的励磁电流，并经测速发电机和励磁机二级放大后，间接地改变了牵引发电机的输出功率。
利用联合调节器之恒功率励磁系统的主要缺点在于反应时间长、动态性能差，当牵引负载突变时往往未能及时调整牵引发电机的励磁。而且，东风4B型机车是以司机控制器手柄在第8档（对应柴油机转速每分钟780转）、功率调节电阻从短路到全部接入时，获得完整的牵引发电机外特性作为基准来确定功率调节电阻的阻值，因而产生了低档位时功调电阻调节量不足、牵引发电机处于最小励磁电流状况下转运的问题，致使机车在柴油机低转速时的功率太低，而当轮对发生空转时亦无法提供有效抑制空转的措施。虽然东风4B型机车在无级调速器中设有功率调整轮，当柴油机工作转速升到每分钟600转时，功率调节伺服油压马达即由其减载极限位开始转动，而当柴油机转速降到每分钟500转时，油压马达又回复至减载极限位，使其恒功率范围有一定改善，但仍未能完全解决上述问题。
因此，大连机车车辆厂、大连内燃机车研究所、资阳内燃机车厂等先后为东风4B型机车开发了各种方案的电子恒功率励磁或微机励磁控制系统。1985年12月，大连内燃机车研究所研制出使用Zilog Z80微处理器的微机励磁控制装置，并于1986年10月在沈阳铁路局锦州机务段的东风4B型1101号机车上试用。1987年，资阳内燃机车厂与株洲电力机车研究所合作，开始研制用于东风4B型机车的电子恒功率励磁和防空转控制装置，该方案透过直流电流传感器的反馈信号、场效应晶体管的脉宽调制（PWM）来改变励磁电流，并具有电阻制动控制、四级空转校正等功能，该装置于1989年8月装上资阳内燃机车厂制造的东风4B型3334号机车，随后配属上海铁路局南翔机务段并于1990年2月投入运用。从1990年代后期开始，部分东风4B型机车亦安装了大连机车车辆厂的LTQ-II型微机控制励磁调节器，或者由武汉正远铁路电气公司开发的ZY2000型微机控制系统。

### 转向架

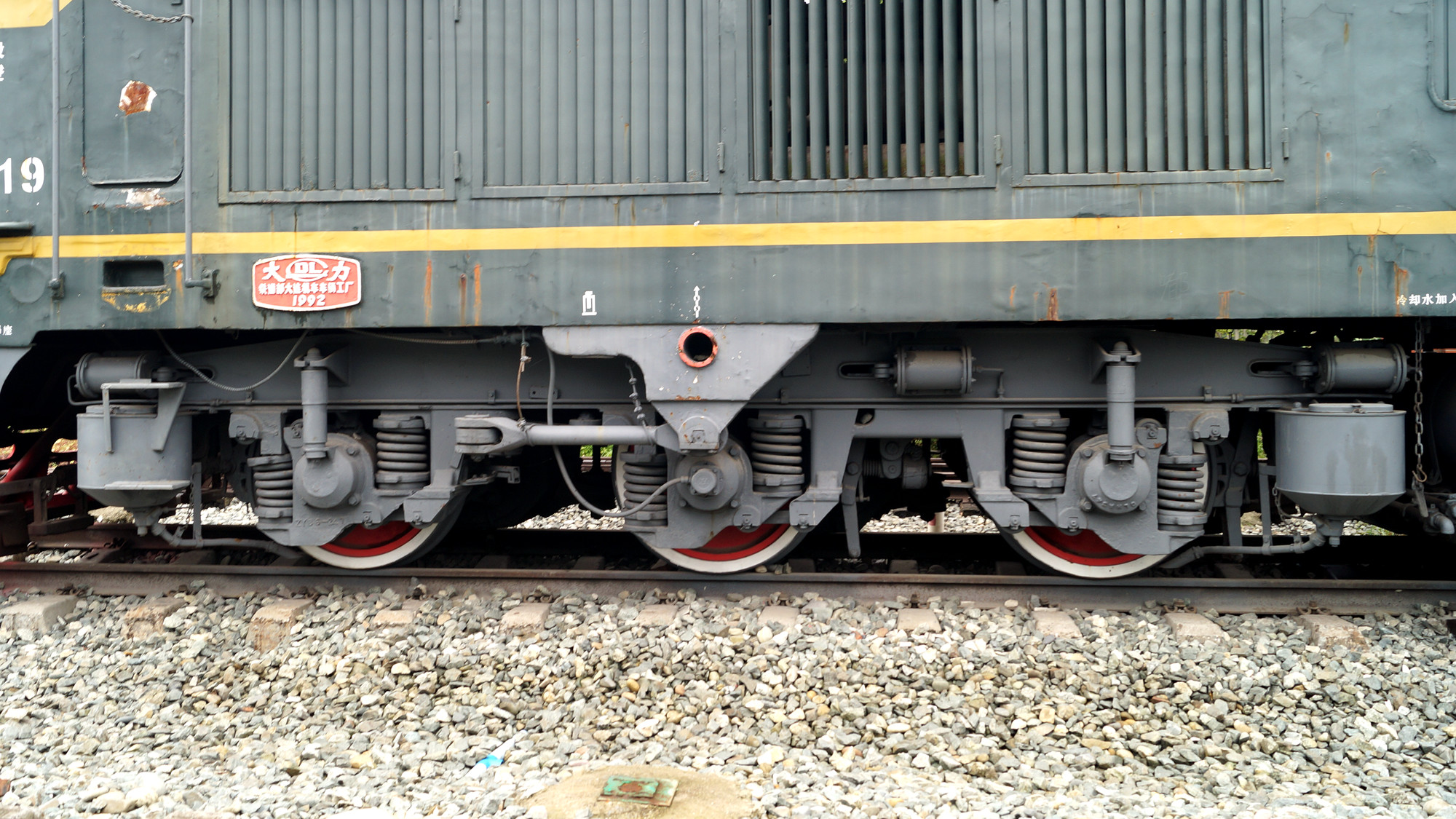
东风4B型机车的转向架

机车轴式为Co-Co，走行部为两台相同的无导框式三轴转向架。转向架采用钢板组焊成封闭式箱形结构的“目”字形构架，由箱形截面的两根侧梁、两根横梁、前后端梁组焊而成，并分别焊有旁承座、拉杆座、外侧弹簧座、牵引拐臂座、电机吊杆座、水平杠杆座、横向止挡、制动座、制动缸座及砂箱座等。轮对轴箱内装有四列向心圆柱滚子轴承，轴箱定位装置采用拉杆式弹性定位结构，轴箱通过装有橡胶关节元件的上、下轴箱拉杆与构架相连接，实现轴箱相对于构架的横向和纵向定位。转向架采用四点支承弹性油浴摩擦旁承装置，车体全部重量通过八个旁承由两台转向架支承，有利于抑制转向架在直线运行时的蛇行运动。此外，转向架与车体间还设有弹性侧挡装置，使转向架进出曲线时能够相对与车体进行回转运动。弹簧悬挂装置分为一系和二系悬挂两部分。一系悬挂采用独立悬挂形式，包括轴箱与构架之间的轴箱圆弹簧，用于衰减吸收来自轨道高频振动的橡胶垫，以及在1、3、4、6轴装有并列的液压减震器；二系悬挂为转向架构架与车体之间的旁承橡胶堆。牵引力和制动力通过低位平行四杆牵引杆机构传递，牵引点至轨面距离725毫米，有利于提高机车粘着利用率。
牵引电动机采用单侧齿轮传动的轴悬式驱动方式（滑动抱轴承式半悬挂），即牵引电动机的一侧通过抱轴瓦（滑动轴承）刚性地支承在车轴上，另一侧通过弹性元件（橡胶垫）和吊杆悬挂在转向架构架上。全部牵引电动机采用顺置排列方式，即牵引电动机都放在车轴的同一侧，使牵引电动机相对于转向架构架产生的支反力作用方向相同，结合弹性旁承产生的支反力矩予以平衡，可以有效地减少轴重转移的幅度。东风4型机车根据牵引齿轮传动比分为客运型和货运型，从而使机车的牵引特性能满足不同需要。客运型的齿轮传动比为3.75（60：16），最高运行速度为120公里/小时。货运型的齿轮传动比为4.5（63：14），最高运行速度为100公里/小时。基础制动方式为带闸瓦间隙自动调节器的单侧踏面制动，每个车轮各有一套制动装置，当机车施行制动时，制动缸从空气制动机获得压缩空气，并通过杠杆机构使闸瓦抱轮产生制动作用。停车制动为手制动装置。

## 衍生车型

### 东风4C型
为了进一步提高东风4B型柴油机车的牵引性能、可靠性、耐久性和经济性，大连机车车辆厂于1984年开始研制东风4C型柴油机车。1984年9月17日，大连机车车辆厂试制出第一台16V240ZJC型柴油机，该机型是在16V240ZJB型柴油机的基础上，对曲轴、连杆盖、气缸体、凸轮轴、配气齿轮等零部件进行改良而成，并改装江津增压器厂根据瑞士ABB公司授权生产的VTC254-13型增压器。1985年9月，大连机车车辆厂试制出第一台东风4C型柴油机车。东风4C型柴油机车与东风4B型柴油机车相比，除了柴油机装车功率提高到3600马力（2647千瓦），又改为使用ZQDR-410C型牵引电动机。此外，东风4C型柴油机车的总体布置和电气控制方面也作了较大的改进，例如缩减了散热器单节数量，加装了双机重联、电阻制动、电子恒功励磁等装置。东风4C型柴油机车于1989年投入批量生产，并于1991年7月通过铁道部部级鉴定。

### 东风6型
1982年起，大连机车车辆厂与英国里卡多公司开展技术合作，经过对16V240ZJB型柴油机进行全面评价，开始研制装车功率为4000马力（2940千瓦）的16V240ZJD型柴油机。1986年末，第一台16V240ZJD型柴油机在大连机车车辆厂完成组装，并于1987年至1988年间完成多次严格试验。1989年1月，首两台装用16V240ZJD型柴油机的东风6型柴油机车在大连机车车辆厂问世。东风6型柴油机车是以东风4B型柴油机车为基础的升级换代产品，通过大连机车车辆厂与美国通用电气公司的技术合作，对机车及其主要部件作出了重要改进，装用通用电气的电机、电器和微机控制设备，使机车性能达到同时期通用电气“Dash-8”系列C39-8型柴油机车的标准。与东风4B型货运机车相比，东风6型机车的持续牵引力从324千牛提升至360千牛，机车轮周效率从33.9%提升至35.44%，并且在机车运用速度（从持续速度22.2公里/小时到最大设计速度118公里/小时）范围内能够实现恒功牵引特性控制，在平道牵引4000吨列车的均衡速度可达86公里/小时。此后，大连机车车辆厂又分别于1991年和1995年生产了装用国产化零部件的两台机车。东风6型柴油机车虽然按规定完成了鉴定试验，但因各种原因未能投入批量生产。

### 东风4E型
为了满足中国《铁路主要技术政策》（铁科技〔1993〕166号文）的规定 ，提高货物列车的最高行车速度，在繁忙干线上开行5000吨及以上的重载货物列车，并在平直道上使其最高速度达到90公里/小时，四方机车车辆厂于1994年初开始设计双机重联的东风4E型柴油机车，同年年底完成首台样车试制。东风4E型机车是在东风4B型机车的基础上设计而成，实质上相当于两节固定联挂的东风4B型机车，两节单司机室机车通过微 机控制重联装置实现同步控制。机车动力装置采用由四方机车车辆厂自行制造的16V240ZJB型柴油机，与大连机车车辆厂制造的柴油机不同的地方，是其机体采用高强度球墨铸铁整体铸造，曲轴采用优质合金钢整体锻造，改善了柴油机的整体性能和可靠性。此外，东风4E型机车还采用了永济电机厂引进美国通用电气公司技术生产的ZD109A型牵引电动机，有效扩大了机车恒功率调速范围，并使牵引电动机的可靠性得到提高。1994年至1997年，四方机车车辆厂共生产了16台东风4E型机车，全部配属上海铁路局南翔机务段运用。
20世纪末，随着新一代大功率重载货运柴油机车——东风8B型柴油机车面世，逐渐取代了燃油消耗率较高及运用灵活性较差的东风4E型机车，担当沪宁铁路的重载货物列车牵引任务。2002年，全部东风4E型机车由戚墅堰机车车辆厂改造为32台东风4B型货运机车，改造内容主要针对司机室和车体钢结构，辅助传动系统和冷却水系统亦改用与东风4B型机车通用的配件，而柴油发电机组、牵引电动机、转向架等主要部分则仍然沿用原车部件。经过改造后的机车采用东风4B型7701～7732号的车号，而此号段与大连机车车辆厂制造的32台东风4B型机车编号重复，因此该号段的每个编号各有两台机车。

### 东风12型
1997年，资阳内燃机车厂在东风4B型柴油机车的基础上，开发研制了东风12型重型调车兼小运转用柴油机车，适用于大型编组站和工矿企业5000吨级货物列车的调车和小运转作业，亦可担当一般干线的货运任务。为了方便机务部门运用和维修东风12型机车，其主要零部件可以与东风4B型或东风4C型机车通用互换，机车动力装置采用3300马力的16V240ZJB型柴油机，传动系统采用TQFR-3000型牵引发电机和ZQDR-410型牵引电动机。根据调车机车频繁调速、换向和经常在部分负荷下工作的特点，东风12型机车还采用了微机控制系统，具有发电机恒功率励磁和限制柴油机功率升降速度等功能。

### CKD9C
2005年，中国南车集团资阳机车有限公司在东风4B型货运机车的基础上，为中亚地区开发研制了双机固定重联的CKD9C型干线货运柴油机车。该型机车的动力装置与电传动系统和东风4B型机车完全相同，装用16V240ZJB型柴油机（标定功率为2650千瓦，最大运用功率为2430千瓦）、TQFR-3000型同步主发电机及ZQDR-410型牵引电动机。走行部为23吨轴重的三轴转向架，机车车体采用单司机室内走廊结构，两节机车之间设有电气重联控制电缆和空气制动系统重联控制风管，可在任何一节机车的司机室内对全车进行统一控制。机车还设有微机控制系统、行车安全速度监控系统和具有全功率自负荷功能的电阻制动装置。截至2014年，资阳机车公司已为土库曼斯坦、哈萨克斯坦、蒙古国的多家铁路公司生产了超过50台CKD9C型机车。

### GKD1
1990年，大连机车车辆厂为参与贵阳煤气工程用机车国际招标，开发研制了专为工矿企业设计的GKD1型四轴调车机车。该型机车是东风4B型柴油机车的系列延伸产品，机车装用一台1,350马力（990千瓦）的6240ZJ型柴油机，这是在16V240ZJ型柴油机基础上发展而成直列6缸机型，电力传动装置采用TQFR-1000型牵引发电机和ZQDR-410型牵引电动机。

## 机车命名

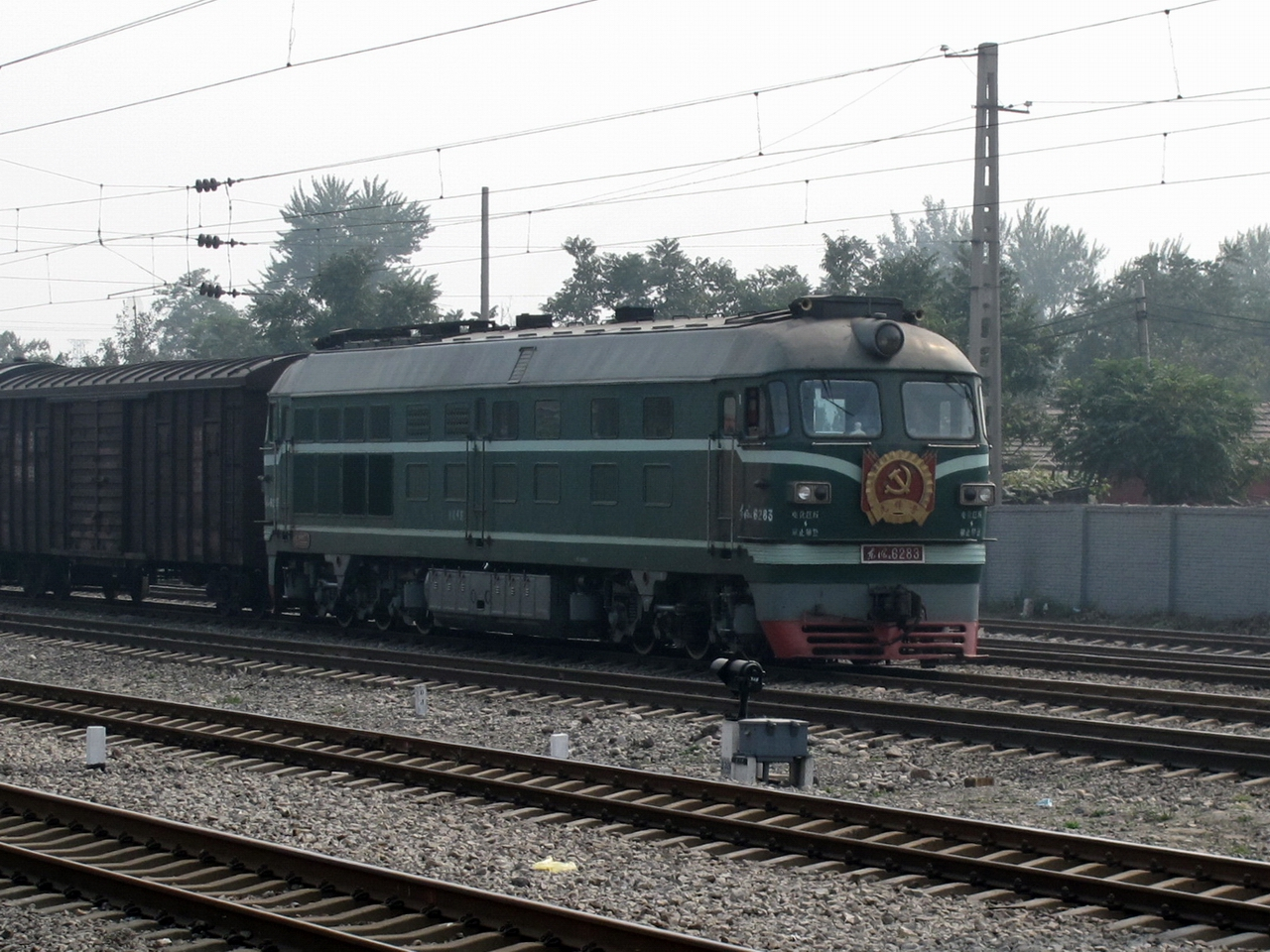
配属北京铁路局怀柔北机务段、被命名为先锋号的东风4B型6283号机车（2009年）

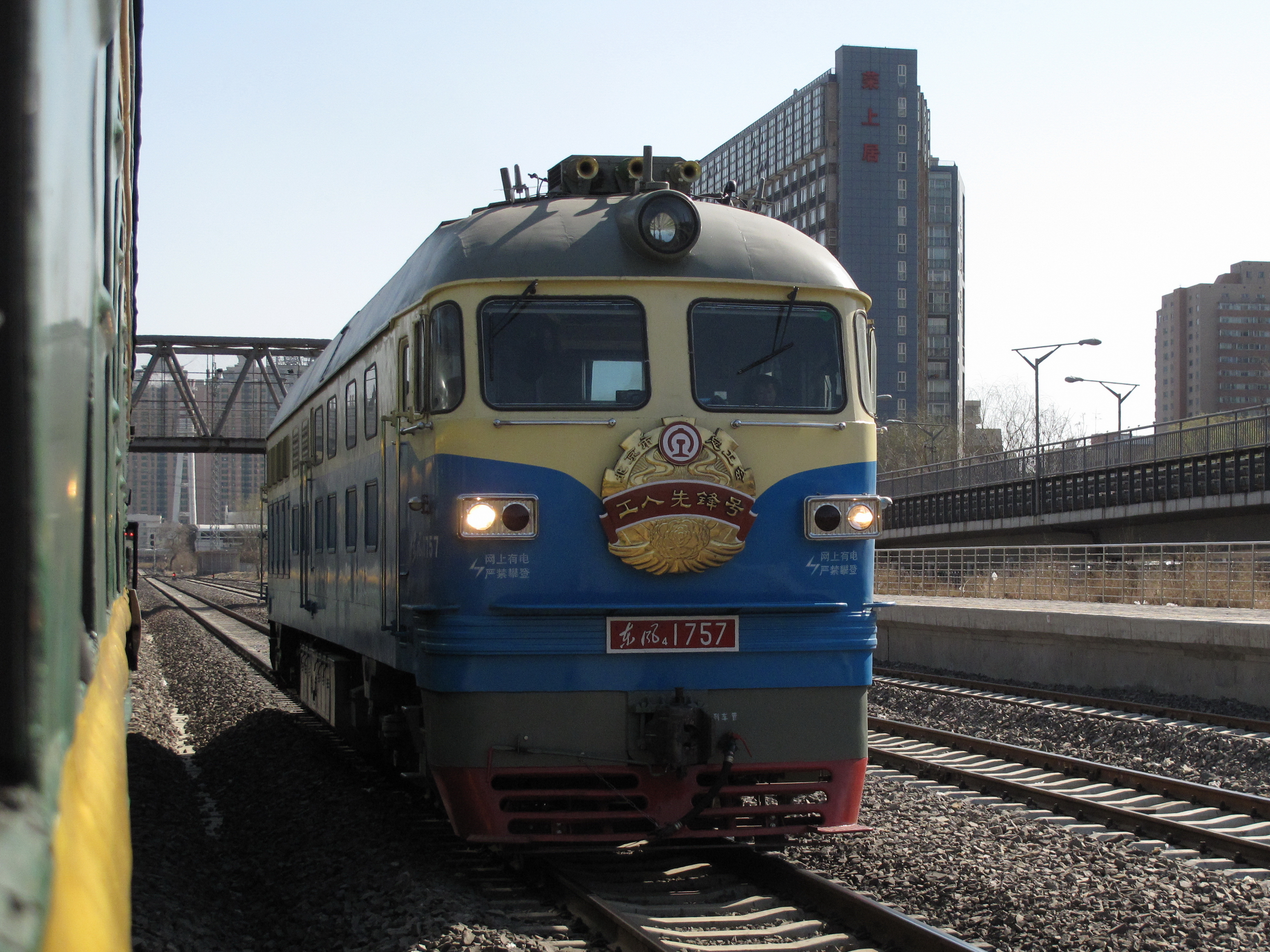
配属北京铁路局怀柔北机务段、被命名为先锋号的东风4B型1757号机车（2011年）

| 机车编号   | 机车命名                  | 所属铁路局或运用单位 | 所属机务段                | 状态（截至2020年8月）         |
| ---------- | ------------------------- | -------------------- | ------------------------- | ----------------------------- |
| DF4B-1033  | 青年文明号                | 北京铁路局           | 承德机务段                | 已摘牌                        |
| DF4B-1083  | 青藏号                    | 中铁十一局           |                           | 已摘牌                        |
| DF4B-1220  | 黄继光号（第四代）        | 哈尔滨铁路局         | 昂昂溪机务段              | 已摘牌                        |
| DF4B-1353  | 青年先锋号                | 上海铁路局           | 杭州机务段                | 已摘牌                        |
| DF4B-1450  | 青年文明号                | 太原铁路局           | 太原机务段                | 已摘牌                        |
| DF4B-1645  | 青年文明号                | 兰州铁路局           | 兰州西机务段→白银西机务段 | 已摘牌                        |
| DF4B-1690  | 共青团号                  | 沈阳铁路局           | 大安北机务段              | 已摘牌                        |
| DF4B-1757  | 工人先锋号                | 北京铁路局           | 怀柔北机务段              | 已摘牌                        |
| DF4B-1815  | 青年号                    | 沈阳铁路局           | 长春机务段                | 已摘牌                        |
| DF4B-1860  | 共青团号                  | 太原铁路局           | 太原机务段                | 已摘牌                        |
| DF4B-1886  | 朱德号（第四代）          | 哈尔滨铁路局         | 哈尔滨机务段              | 已摘牌                        |
| DF4B-1893  | 毛泽东号（第三代）→先锋号 | 北京铁路局           | 丰台机务段                | 已退役→毛泽东号机车陈列室展品 |
| DF4B-1955  | 青年文明号                | 北京铁路局           | 丰台机务段                | 已摘牌                        |
| DF4B-1960  | 工人先锋号                | 北京铁路局           | 丰台机务段                | 已摘牌                        |
| DF4B-2106  | 周恩来号（第二代）        | 上海铁路局           | 上海机务段                | 已摘牌                        |
| DF4B-2188  | 新世纪号                  | 沈阳铁路局           | 锦州机务段                | 已摘牌                        |
| DF4B-2195  | 先锋号                    | 沈阳铁路局           | 梅河口机务段              | 已摘牌                        |
| DF4B-2212  | 青年文明号                | 北京铁路局           | 唐山机务段                | 已摘牌                        |
| DF4B-2269  | 青年号                    | 沈阳铁路局           | 阜新机务段                | 已摘牌                        |
| DF4B-2286  | 先锋号                    | 济南铁路局           | 济南西机务段              | 已摘牌                        |
| DF4B-2304  | 民兵号                    | 沈阳铁路局           | 吉林机务段                | 已摘牌                        |
| DF4B-2333  | 青年文明号                | 北京铁路局           | 唐山机务段                | 已摘牌                        |
| DF4B-2350  | 青年号                    | 沈阳铁路局           | 沈阳机务段                | 已摘牌                        |
| DF4B-2368  | 大红鹰号（广告商冠名）    | 上海铁路局           | 杭州机务段                | 已解除命名                    |
| DF4B-2369  | 先锋号                    | 上海铁路局           | 杭州机务段                | 已摘牌                        |
| DF4B-2465  | 先锋号                    | 上海铁路局           | 蚌埠机务段→南京东机务段   | 已摘牌                        |
| DF4B-2495  | 先锋号                    | 沈阳铁路局           | 梅河口机务段              | 已摘牌                        |
| DF4B-2501  | 先锋号                    | 北京铁路局           | 石家庄机务段              | 已摘牌                        |
| DF4B-2502  | 青年号                    | 北京铁路局           | 石家庄机务段              | 已摘牌                        |
| DF4B-2530  | 先锋号                    | 太原铁路局           | 太原机务段                | 已摘牌                        |
| DF4B-2541  | 党员先锋号                | 上海铁路局           | 南京东机务段              | 已摘牌                        |
| DF4B-2558  | 青年文明号                | 太原铁路局           | 太原机务段                | 已摘牌                        |
| DF4B-2600  | 青年文明号                | 太原铁路局           | 湖东机务段                | 已摘牌                        |
| DF4B-2622  | 先锋号                    | 广州铁路集团         | 龙川机务段                | 已摘牌                        |
| DF4B-3282  | 先锋号                    | 沈阳铁路局           | 白城机务段                | 已摘牌                        |
| DF4B-3292  | 民兵号                    | 沈阳铁路局           | 苏家屯机务段              | 已摘牌                        |
| DF4B-3708  | 先锋号                    | 南宁铁路局           | 柳州机务段                | 已摘牌                        |
| DF4B-3727  | 民兵号                    | 西安铁路局           | 西安机务段                | 已摘牌                        |
| DF4B-3754  | 青年文明号                | 中铁一局             |                           | 运用中                        |
| DF4B-3930  | 青年文明号                | 北京铁路局           | 唐山机务段                | 已摘牌                        |
| DF4B-3934  | 主人翁号                  | 南宁铁路局           | 南宁机务段                | 已摘牌                        |
| DF4B-3943  | 雷锋号（第二代）          | 兰州铁路局           | 银川机务段                | 已摘牌                        |
| DF4B-6088  | 青年号                    | 沈阳铁路局           | 长春机务段                | 已摘牌                        |
| DF4B-6283  | 先锋号                    | 北京铁路局           | 怀柔北机务段              | 已摘牌                        |
| DF4B-6286  | 青年文明号                | 北京铁路局           | 石家庄机务段              | 已摘牌                        |
| DF4BD-6324 | 青年文明号                | 太原铁路局           | 太原机务段                | 已摘牌                        |
| DF4B-6331  | 钢人铁马号（第三代）      | 西安铁路局           | 西安机务段                | 已摘牌                        |
| DF4B-6378  | 青年文明号                | 太原铁路局           | 侯马北机务段              | 已摘牌                        |
| DF4B-6413  | 青年文明号                | 太原铁路局           | 侯马北机务段              | 已摘牌                        |
| DF4B-6415  | 先锋号                    | 北京铁路局           | 石家庄机务段              | 已摘牌                        |
| DF4B-6447  | 共青团号                  | 南宁铁路局           | 柳州机务段                | 已摘牌                        |
| DF4B-6465  | 共产党员号                | 太原铁路局           | 侯马北机务段              | 已摘牌                        |
| DF4B-6494  | 共青团号                  | 沈阳铁路局           | 白城机务段                | 已摘牌                        |
| DF4B-6504  | 民兵号                    | 沈阳铁路局           | 白城机务段                | 已摘牌                        |
| DF4B-6505  | 共青团号                  | 沈阳铁路局           | 白城机务段                | 已摘牌                        |
| DF4B-6506  | 先锋号                    | 沈阳铁路局           | 白城机务段                | 已摘牌                        |
| DF4B-6507  | 共青团号                  | 沈阳铁路局           | 白城机务段                | 已摘牌                        |
| DF4B-6508  | 民兵号                    | 沈阳铁路局           | 梅河口机务段              | 已摘牌                        |
| DF4B-6548  | 先锋号                    | 南宁铁路局           | 柳州机务段                | 已摘牌                        |
| DF4B-6558  | 党员先锋号                | 武汉铁路局           | 襄樊北机务段              | 已摘牌                        |
| DF4B-6562  | 青年文明号                | 武汉铁路局           | 襄樊北机务段              | 已摘牌                        |
| DF4B-7175  | 先锋号                    | 沈阳铁路局           | 吉林机务段                | 已摘牌                        |
| DF4B-7295  | 民族号                    | 呼和浩特铁路局       | 呼和浩特机务段            | 已摘牌                        |
| DF4B-7305  | 青年号                    | 呼和浩特铁路局       | 集宁机务段                | 已摘牌                        |
| DF4B-7321  | 民兵号                    | 沈阳铁路局           | 苏家屯机务段              | 已摘牌                        |
| DF4B-7361  | 主人翁号                  | 上海铁路局           | 合肥机务段                | 已报废                        |
| DF4B-7388  | 铁牛号（第三代）          | 哈尔滨铁路局         | 哈尔滨机务段              | 已摘牌                        |
| DF4B-7418  | 民兵号                    | 哈尔滨铁路局         | 哈尔滨机务段              | 已摘牌                        |
| DF4B-7452  | 先锋号                    | 沈阳铁路局           | 阜新机务段                | 已摘牌                        |
| DF4B-7455  | 青年号                    | 沈阳铁路局           | 锦州机务段                | 已摘牌                        |
| DF4B-7469  | 青年号                    | 广州铁路集团         | 龙川机务段                | 已摘牌                        |
| DF4B-7512  | 青年文明号                | 上海铁路局           | 合肥机务段                | 运用中                        |
| DF4B-7697  | 党员先锋号                | 黑河铁路             |                           |                               |
| DF4B-7755  | 党员先锋号                | 铁煤集团             |                           | 已摘牌，运用中                |
| DF4B-7772  | 工人先锋号                | 铁煤集团             |                           | 已摘牌，运用中                |
| DF4B-9007  | 青年号                    | 沈阳铁路局           | 大安北机务段              | 已摘牌                        |
| DF4B-9217  | 先锋号                    | 北京铁路局           | 怀柔北机务段              | 已摘牌，运用中                |
| DF4B-9249  | 青年文明号                | 成都铁路局           | 贵阳机务段                | 已摘牌                        |
| DF4B-9320  | 主人翁号                  | 广州铁路集团         | 龙川机务段                | 已摘牌，运用中                |
| DF4B-9376  | 青年号                    | 昆明铁路局           | 昆明机务段                | 已摘牌                        |
| DF4B-9424  | 党员先锋号                | 武汉铁路局           | 襄樊北机务段              | 已摘牌                        |
| DF4B-9591  | 工人先锋号                | 白蒲矿业             |                           | 运用中                        |

## 重大事故

### 1980年代
- 1987年7月6日清晨，上海铁路局邵武机务段的东风4B型1238号机车，牵引1404次货物列车经由鹰厦铁路运行，计划进入大禾山站二道停车，准备与进入三道停车的1405次货物列车交会。由于1404次列车的司机及副司机两人同时打瞌睡，列车进站时未进行制动，车站助理值班员发现列车未有减速后发出紧急停车信号，但列车运转车长也没有认真瞭望及拉紧急制动阀，使1404次列车挤坏道岔后冒出出站信号275米，于凌晨5时47分与与正在进站的1405次列车正面相撞。事故造成东风4B型1238号机车和前进型6942号机车大破，货车报废5辆、大破1辆、小破4辆、守车报废1辆，中断行车25小时13分[26]。
- 1989年3月26日下午5时许，中国政法大学哲学教研室教师、中国当代著名青年诗人查海生（笔名海子），在京山铁路龙家营至山海关区间企图卧轨自杀，被沈阳铁路局锦州机务段的东风4B型1044号机车撞倒身亡，构成铁路交通一般B1类事故[27]。

### 1990年代
- 1990年8月5日下午，济南铁路局淄博机务段的东风4B型1287号机车，牵引由济南西始发的1641次货物列车经由胶济铁路下行线运行。下午12时12分，当列车行驶至胶济铁路平陵城至枣园之间K345+960M处，因司机打盹睡觉和臆测行车而错过了制动时机，列车闯过显示红色的枣园站二接近信号机，以60公里/小时的速度与停在枣园站外的1637次货物列车尾部相撞，构成列车追尾冲突重大事故。事故造成机车大破1台，货车报废17辆，大中小破共8辆；机车乘务员重伤1人、轻伤1人；中断胶济铁路上行线行车43小时8分、下行线46小时14分[28]。
- 1991年10月29日晚上9时17分，成都铁路局西昌机务段的东风4B型3391号机车担当1133次货物列车的本务机车，东风4B型3298号机车担当该列车的尾部推进补机。当列车运行至成昆铁路越西至铁西之间K370+125M处，由于列车行驶方向右侧山上落石并击中列车前方轨道，导致列车后部共20辆车辆及尾部补机脱轨。事故造成机车小破1台，货车中破2辆、小破18辆，中断成昆铁路正线行车41小时21分[29]。
- 1992年3月21日凌晨，上海铁路局南昌机务段的ND2型0232号机车，牵引由南京西开往广州的211次旅客列车经由浙赣铁路运行，计划在株洲市郊的五里墩站交会由向塘机务段东风4B型3346号机车牵引的1310次货物列车。五里墩站值班员原本安1310次进1道停车，211次列车机外等信号，待1310次停妥后再经2道通过。但由于211次列车机车乘务员擅自关闭机车自动停车装置，中断了望、臆测行车，导致列车在五里墩车站冒进、冒出信号，于凌晨3时05分与正在进站的1310次货物列车发生正面冲突。事故造成旅客死亡15人，伤25人，机车报废2台，客货车报废9辆，中断行车35小时[30]。
- 1993年7月29日凌晨6时56分，成都铁路局西昌机务段的东风4B型3312号机车，牵引1922次货物列车经由成昆铁路运行。当列车运行至九里至沙湾间K176+647M～690M处（丰都庙3号隧道上行出口），右侧山体因受特大暴雨袭击突然坍塌，列车撞上坍体后脱轨颠覆，机车和机后1～6位车辆颠覆，第7～8位车辆脱轨。事故造成机车报废1台，车辆报废6辆、大破2辆，中断行车38小时29分钟。
- 1994年8月23日上午7时28分，北京铁路局丰台机务段的东风4B型1952号机车，牵引从南仓开往丰台西的2182次货物列车，列车通过京山铁路黄村站后司机和副司机两人相继睡觉，当列车接近丰台西站二场时司机猛然惊醒，发现前方停有列车后立即施行紧急制动，列车停车不及并冒进进路信号，与停于五场接车进路信号机外方的2040次货物列车发生追尾冲突，造成货车报废1辆、大破4辆、中破3辆，损坏线路25米、轨枕107根，直接经济损失达36.4万元人民币，构成行车重大事故[31]。
- 1995年8月21日晚上10时52分，成都铁路局西昌机务段的东风型1517号机车，附挂东风4B型3947号机车，开4021次重联单机由西昌南经成昆铁路开往攀枝花。晚上11时，当机车行驶至小高至乐跃之间K632+341M处时，司机发现前往一颗大树横卧在轨道上，并且有泥石流开始蔓延上铁路，司机立即采取紧急制动，但因处于4‰下坡道上，本务机车和附挂机车停车不及并撞上泥石流后脱轨。事故造成东风型1517号机车报废、东风4B型3947号机车小破，中断正线行车84小时30分钟。
- 1996年2月1日，哈尔滨铁路局三棵树机务段的东风4B型内燃机车牵引由济南东站到佳木斯站的193次直通旅客快车驶出哈尔滨站，行驶在滨北铁路上，列车使用配属于哈尔滨铁路局三棵树车辆段的22型客车和25B型客车的混编车体，15节编组，列车在运行途中时，当班乘务员张某准备为12号车厢的锅炉加煤，但他发现此时锅炉处被一名老年女性乘客占据，张某对该名乘客说他现在要对锅炉加煤，所以请她进车厢里去，但是该老年女乘客拒绝让位，还对张某出言不逊，张某忍无可忍将这名老年女乘客强行拽离，然后为锅炉加煤，但是在加煤完成后不久，该老年女乘客捂着胸口倒在地上，大惊失色的张某当即通知列车长，列车长指令将女乘客转移到条件较好的餐车，随后通过列车广播呼叫具有行医资格的乘客来餐车诊断，医生看其症状初步诊断她为心脏病突发，经过紧急处理，情况稍有稳定，随后193次列车在当日上午6时44分在绥佳铁路南岔站停车时，该名女乘客被送下列车，随后被等候在站台上的、预先接到通知的医护人员接手送往医院抢救，但最终，该名老年女乘客还是因抢救无效死亡，该事故构成一起铁路旅客伤亡一般事故，经过法院调查，最终认定这起事故是因为乘务员张某粗暴对待乘客，间接导致该名老年乘客心脏病复发所导致的死亡事故，事故责任被列为哈尔滨铁路局哈尔滨客运段全部责任，事故直接责任人张某被处以开除路籍、留路察看一年的处分，哈尔滨客运段段长、党委书记、分管副段长、车队队长、支部书记、当班列车长等负有领导责任的责任人也都受到了通报批评至行政记过的处分，另外，哈尔滨铁路局向死亡的老年女乘客家属支付了12万元的赔偿金作为经济赔偿[32]。
- 1997年4月3日上午，济南铁路局兖州机务段的东风4B型9347号机车，牵引Z441次货物列车经由津浦铁路下行线运行，当列车行驶至利国至前亭间K640+500M处因分区信号机红灯停车，由于列车在坡道上停车后无法起动而请求救援。上午8时15分，调度指定4123次货物列车本务机车（兖州机务段的东风4B型6187号机车）从前亭站开单机6002次前往救援，除了正副司机以外前亭站调车长、调车员、连接员、运转车长均随车前往，但车上人员都无一清楚Z441次列车的确切停留位置，且司机擅自关闭机车运行监控装置盲目高速行车，到了K641+100M处才看见前方的Z441次列车并施行紧急制动，但因车速过高停车不及而与Z441次列车正面相撞，构成铁路行车重大事故。事故造成东风4B型6187号机车上正司机、副司机、调车长三人当场死亡、另外三人轻伤，东风4B型6187号和9347号机车机车小破[33]。
- 1997年4月29日上午，广州铁路集团长沙机务段的ND2型0222号机车，牵引由长沙开往茶岭的818次旅客列车，于10时35分到达京广铁路荣家湾站停车，计划待避由长沙机务段东风4B型2520号机车牵引、由昆明开往郑州的324次旅客列车。但由于长沙电务段荣家湾信号工区信号工人违章使用二极管封连线装置，导致铁路信号错误显示，令324次列车凭荣家湾车站进站信号机绿色灯光进站，司机发现列车进路不对后立即采取紧急制动，但停车不及，与停在站内的818次旅客列车尾部相撞，是为荣家湾旅客列车追尾特大事故。事故共造成死亡126人，重伤48人，轻伤182人；东风4B型2520号机车报废，而ND2型222号机车未有受损[34]。
- 1997年5月15日凌晨2时18分，南昌铁路局九江机务段的东风4B型6469号机车，牵引4482次货物列车经由京九铁路运行。当列车行驶至淋山河站2～8号道岔处，机后第1～8位车辆颠覆、第9～12位车辆脱轨，构成列车脱轨重大事故，中断京九铁路上行线行车14小时32分、下行线12小时40分。事故原因是由于机车乘务员误将机车运行监控装置设置在客车模式，事发时列车运行速度为87公里/小时，超速17公里/小时[35]。
- 1997年8月28日凌晨，沈阳铁路局长春机务段的东风4B型内燃机车牵引哈尔滨站到徐州站的472次旅客列车运行至京哈铁路大屯站至范家屯站间K674+789m处时，与东风4C型7465号机车牵引的3312次货物列车发生追尾冲突，事故造成3312次货物列车机后36-44位货车脱轨，东风4B型内燃机车及机后2位宿营车脱轨，导致4人死亡，其中472次旅客列车的旅客2人，472次旅客列车的司机2人，472次旅客列车的9名旅客受伤，东风4B型内燃机车中破1台，旅客列车报废2辆，中破1辆，货物列车报废7辆，中断行车11小时50分钟，事后调查表明，3312次货物列车的两名司机在驾驶途中打瞌睡，导致货物列车在上坡道因无人操作而向后溜逸，而且为了不被打扰，还擅自关闭了机车上安装的列车运行监控装置，直接导致列车的运行异常状况无法及时被上级部门获知，错过了避免事故发生的最佳时机，而后3312次货物列车与随后而来的472次旅客列车发生相撞，造成重大铁路事故。经法院审理，3312次货物列车的主司机被处以开除路籍并移交铁路司法机关追究刑事责任，3312次货物列车的副司机被处以开除路籍、留路察看2年的处分，作为事故的领导责任人，长春机务段段长和党委书记皆被处以行政撤职处分，长春机务段另有分管行车安全的副段长、车队长、指导司机等数人被处以从行政记过到行政撤职不等的处分，长春机务段全体干部职工扣发当年的安全奖金。[36][37]
- 1998年7月6日清晨，成都铁路局西昌机务段的东风4B型9430号机车，附挂东风4B型3944号机车，牵引由西安开往昆明的165次旅客列车经由成昆铁路运行。早上6时41分，当列车驶出蒲坝至永郎间锦川隧道洞口K467+605M处后，司机发现前方约100米处线路左侧有泥石流正冲上轨道，于是立即采取紧急制动，但因处于4‰下坡道上，列车停车不及并于K647+960M处撞上泥石流。事故造成机车小破1台，客车小破4辆，中断正线行车15小时41分钟。
- 1999年10月7日凌晨0时10分，浙江金温铁道开发有限公司温州机务段的一台东风4B型机车，牵引由杭州开往温州的603次旅客列车经由金温铁路运行。当列车行驶至缙云至长坑间K195+600M时（丽水市缙云县东渡镇境内），因受14号台风丹恩带来的暴雨影响，线路东侧的山体突然崩塌，列车停车不及并撞上坍体，致使机车及机后第1～5位车辆脱轨，中断行车26小时50分钟[38]。

### 2000年代
- 2000年10月27日上午7时59分，南昌铁路局南昌机务段的东风4B型2133号机车，牵引南昌开往景德镇的K860次旅客列车经由京九铁路运行。列车运行至京九下行线横岗至向塘间K1466+400处时，因鹰潭机械化线路段违章施工，在没有办理封锁区间手续的情况下在该处更换重伤钢轨，将K1466处的17号左侧钢轨拆除，新轨尚未拨入线路。司机发现后停车不及造成本务机车及机后1～2位车辆脱轨，幸无人员伤亡。中断行车2小时整，构成旅客列车脱轨重大事故。K860次旅客列车摘车2辆后继续运行。
- 2001年1月22日凌晨，南昌铁路局南昌机务段的东风4B型2414号机车，牵引广州开往青岛的K60次快速旅客列车经由浙赣铁路运行。列车于1时55分从醴陵东站开出，计划通过老关站上行正线。凌晨2时08分，当列车进入老关站2号道岔后，机车及机后1～5位车厢脱轨，机车停于浙赣线K888+973处，构成列车脱轨重大事故。该事故中断浙赣铁路上行线行车6小时02分，事故原因是人为破坏。
- 2001年7月7日上午11时27分，沈阳铁路局长春机务段的东风4B型2266号机车，牵引由哈尔滨开往沈阳的2510次旅客列车经由京哈铁路运行。由于长春电务段在虎市站2号道岔进行轨道连接线光焊（英语：Flash welding）施工作业，施工人员得知列车接近并准备撤离线路时，光焊机的轮卡进道岔辙叉处而未能及时撤出，当列车行驶至虎市站2号道岔处停车不及与光焊机相撞，中断行车54分钟，构成行车险性事故[39]。
- 2002年3月16日，沈阳铁路局白城机务段的东风4B型1684号机车，牵引45981次货物列车经由白阿铁路运行。当列车行驶至长春铁路分局管内白城至五家户间，因犯罪分子将该处钢轨接头螺栓、夹板和钢轨内外侧扣件全部拆掉，45981次货物列车行经该处后脱轨。事故造成机车及机后第1～8位车辆脱轨，机车小破1台，车辆大破4辆、中破4辆、中断行车7小时32分。
- 2002年9月8日，太原铁路局湖东机务段的东风4B型6042号机车，担当的37507次货物列车在柳村南（秦皇岛港区）制动失灵，与四号翻车机房卸空的38061空车底相撞，造成37507次机后1~9位车辆脱轨，机车被烧毁。38061次车底后部1~6位车辆脱轨，20~29位车辆后台车心盘窜位，四号翻车机严重损毁。同时其脱轨车辆侵入三号翻车机的空车线，造成三号翻车线一辆空车脱轨，构成列车放飏冲突重大事故。事故原因是柳村南站一助理值班员监守自盗，造成机后1位车辆折角塞门关闭所致。
- 2004年6月9日晚上11时45分，柳州铁路局柳州机务段的东风4B型7019号机车，牵引23001次货物列车经由黎湛铁路运行。当列车运行至柳州铁路局管内根竹至贵港站间下行线K48+780处，从柳州南站扒乘该次列车回贵港的两人将列车机后第4位车辆后端折角塞门关闭，并提开第5位车辆前钩，造成列车机后第5～44位共计40辆车与前部列车分离，停在根竹至贵港间K48+820～K49+434.9处。由于列车司机、贵港站值班员及列车调度员未能及时发现列车分离，造成后续25201次货物列车运行此处与停留在区间的车辆发生追尾冲突。事故造成机车大破1台，货车报废4辆、大破1辆、中破2辆、小破3辆，25201次列车的机车乘务员2人轻伤，中断行车5小时53分[40]。
- 2005年7月16日下午1时20分，武汉铁路局武昌南机务段的东风4B型2653号机车，牵引黄石至武昌的N384次旅客列车经由武九铁路运行，当列车运行至黄石至铁山区间，在一个平交道口与一辆装有数根10余米长钢管的重型卡车相撞，事故造成重型卡车上1人死亡、2人受伤，机车上2人受伤，机车及机后两位车辆严重损毁[41]。
- 2006年4月17日上午7时16分，沈阳铁路局苏家屯机务段的东风4B型1653号机车，牵引33123次货物列车经由苏抚铁路运行。当列车运行至孤家子至东湖站之间K19+786M处一有人监护道口时，一辆属于沈阳客运集团沈鑫巴士公司的黄海牌公交车从列车行驶方向左侧抢越平交道口，列车停车不及并以时速48公里的速度与之相撞，致使公交车上1名乘客死亡、司机及乘客19人轻伤、3人重伤。事故造成机车小破，中断正线行车1小时39分钟。
- 2006年9月3日下午3时15分，沈阳铁路局通辽机务段的东风4B型2440号机车，牵引由哈尔滨东开往赤峰的4272次旅客列车经由京通铁路运行。当列车运行至瓦房至东来站之间K747+263M处一无人看守道口时，一辆大型货车从列车行驶方向右侧抢越平交道口，列车停车不及并以时速90公里的速度与之相撞，致使4272次列车的机车脱轨，机后第1至9位车辆部分脱轨，列车上5名旅客轻伤。事故造成机车大破1台，客车小破9辆，中断正线行车9小时35分钟[42]。
- 2007年10月8日上午11时53分，浙江金温铁道开发有限公司温州机务段的一台东风4B型机车，牵引由温州开往亳州的N402次旅客列车经由金温铁路运行。当列车以60公里/小时的速度行驶至双潮至温溪间时，因受16号台风罗莎带来的暴雨影响，金温铁路K196+950M处（温州市鹿城区与青田县交界）发生山体滑坡，列车停车不及并撞上坍体，致使机车及机后第1位行李车脱轨，副司机当场死亡、正司机受重伤，并有4名旅客受轻伤，中断行车7小时30分钟，构成铁路交通较大事故[43][44]。
- 2008年6月8日凌晨2时44分，达成铁路有限责任公司南充机辆段的东风4B型3621号机车，附挂南充机辆段的东风4DF型4034号机车（无火回送），牵引40074次货运列车经由达成铁路运行。当列车运行至达成铁路金堂至道观音间K302+938M处、成都市金堂县赵镇悦来渡口附近，线路右侧山上岩石受同年5月的汶川大地震以及连续降雨影响，山体砂岩结构突然崩塌下落并侵入铁路范围，司机发现前方线路受阻后立即施行紧急制动，但列车停车不及并在K302+805M处撞上落石，两台机车及机车后的10节车辆脱轨及颠覆。事故导致本务机车司机及机后第9位车辆押运员死亡，东风4B型3621号机车大破，东风4DF型4034号机车中破，货车报废10辆、小破1辆，中断达成线正线行车15小时46分，构成货物列车脱轨较大事故[45][46][47]。两台机车后来被送往南车成都机车车辆公司进行修复。
- 2008年6月30日凌晨，南宁铁路局南宁机务段的东风4B型2665号机车，牵引广州开往重庆的1322次旅客列车经由黎湛铁路运行。凌晨2时20分，当列车行至黎湛铁路广西境内米场至玉林区间（K165+100米处），该地段线路两侧山体受连续降雨影响诱发山体滑坡，列车停车不及以102公里/小时的速度撞上坍体，造成本务机车及机后1～6位车辆脱轨。事故导致7人受轻伤，机车大破1台，车辆报废6辆，中断上下行线行车分别24小时40分、32小时10分，构成铁路交通较大事故。
- 2008年6月30日凌晨5时10分，上海铁路局徐州机务段的东风4B型1852号机车牵引41038次摘挂货物列车，当列车运行至陇海铁路新沂至新沂西间，因机车电气柜起火停车，灭火救援后被拉回新沂西站，中断上行线行车2小时24分钟，构成铁路交通一般B类事故，中国南车集团洛阳机车有限公司负主要责任，徐州机务段负重要责任。
- 2009年7月29日凌晨4时22分，南宁铁路局柳州机务段的东风4B型7347号机车，牵引由襄樊开往湛江的1473次旅客列车经由焦柳铁路运行。当列车运行至广西境内古砦至寨隆间K1568+261M处，因连日持续强降雨造成山体崩塌掩埋线路，列车停车不及撞上坍体，导致1473次列车的本务机车、机后第1～2位车辆颠覆，机后第3～4位车辆脱轨，事故造成4人死亡、11人重伤、23人轻伤，中断焦柳线行车13小时41分，构成铁路交通较大事故[48]。

### 2010年代
- 2011年2月25日凌晨，南宁铁路局南宁机务段的韶山3型0098号机车，牵引百色至南宁南的83034次货物列车，于1时29分到达南宁南站北场5道，停车摘钩后计划经北场7道转线入库，于1时44分该机车以17公里/小时的速度越过关闭的7道下行出站信号机，在352号道岔处以12公里/小时的速度与正在进入6道的42080次货物列车发生侧面冲突。事故造成牵引42080次列车的东风4B型3994号机车前端4个轮对脱轨，机后第一位车辆前转向架第1轮对脱轨，而韶山3型0098号机车前3个轮对脱轨、2名乘务员轻伤，构成铁路交通一般B类事故[49]。
- 2011年10月19日晚上，南昌铁路局福州机务段漳平运用车间的的东风4B型3919号机车，牵引48019次货物列车经由漳泉肖铁路运行。晚上10时25分，当列车运行至湖头至金谷间K84+150处，因山体滑坡，列车撞上塌方坍体，造成机车及机后1～4位车辆脱轨，机车被烧毁，无人员伤亡[50]。
- 2012年3月29日晚上10时37分，哈尔滨铁路局齐齐哈尔机务段的东风4B型1818号机车（加格达奇运用车间司机担当）牵引C40982次货物列车，运行至嫩林铁路乌鲁布铁至春亭阁间，因机车主发电机发生故障引发火灾，列车停车请求救援。请求救援的司机向调度员报告的停车位置错误，与实际停车地点相差1km+19m，且请求救援后没有按规定在救援列车开来方向设置防护。担当救援的东风4B型3795号机车单机进入救援区间后，接近被救援列车2公里时救援司机未与被救援列车司机联系，也未控制速度在20公里/小时以下运行，发现停留列车时停车不及，与请求救援的列车以52公里/小时的速度发生正面相撞。
- 2017年3月23日清晨6时40分许，漯阜铁路公司的东风4B型7719号机车牵引一列货物列车经由漯舞铁路运行，当列车运行至漯河市舞阳县境内的钢城路平交道口时，被一辆抢越铁路道口的水泥罐车擦碰，事故造成机车和两节车厢脱轨，共有三名伤者被送往医院[51]。
- 2018年1月4日晚上11时许，上海大屯能源股份有限公司徐沛铁路管理处的东风4B型7362号机车，牵引徐4次货物列车经由徐沛铁路运行，运行至徐州市沛县境内K4+607道口时，与一列从大屯能源龙东煤矿开出的企业通勤班车相撞，造成通勤客车上2人死亡、1人轻伤，机车车头受损[52]。

### 2020年代
- 2020年10月11日凌晨3时许，属于淮北矿业集团铁运处的东风4B型7777号机车，牵引一列煤炭列车运行在淮北矿业桃园煤矿铁路专用线，当列车行驶至宿州市埇桥区大泽乡镇境内的057县道无人值守平交道口时与一辆渣土车相撞，事故造成机车和机后多辆货车脱轨颠覆，机车和渣土车司机两人受轻伤[53][54]。
- 2022年12月18日，一列DF4B型测试列车在印尼高速鐵路测试时在帕达拉朗站以西的西万隆发生脱轨事故，并与一辆铺轨车相撞。事故造成2人死亡，5人重伤，均为中国员工。警方和相关部门正在调查事故起因。[55]

## 车辆保存
- 东风4B型1029号机车：由大连机车车辆工厂于1985年制造，曾配属沈阳铁路局苏家屯机务段，退役后于2009年进入位于沈阳市苏家屯区的沈阳铁路陈列馆作静态展示。
- 东风4B型1256号机车：由大连机车车辆工厂于1986年制造，曾配属太原铁路局湖东机务段（太局湖段），退役后移交湖东机务段大同救援车间作救援演练用车。
- 东风4B型1270号机车：由大连机车车辆工厂于1987年制造，曾配属沈阳铁路局苏家屯机务段，退役后移交给位于沈阳市苏家屯区的沈阳局集团沈阳救援中心作救援演练用车。
- 东风4B型1298号机车：由大连机车车辆工厂于1987年制造，曾配属济南铁路局青岛机务段，退役后于2017年进入位于山东省潍坊市寿光市的寿光铁路公园作静态展示。
- 东风4B型1411号机车：由大连机车车辆工厂制造，曾配属呼和浩特铁路局包头西机务段呼和浩特运用车间，退役后改号为东风4B型3179号机车，移交给位于内蒙古自治区呼和浩特市的呼和浩特职业学院铁道学院，作为教学用车。
- 东风4B型1442号机车：由大连机车车辆工厂制造，曾配属太原铁路局太原机务段，退役后于2014年进入太原铁路局太原机务段北场机车展示区作静态展示。
- 东风4B型1628号机车：由大连机车车辆工厂制造，曾配属中铁十七局集团，退役后套用东风4B型2576号机车（大连机车车辆厂制造）的车号，自2020年7月起被放置于石家庄市裕华区万达广场的火车头步行街作静态展示[56]。
- 东风4B型1718号机车：由大连机车车辆工厂制造，曾配属上海铁路局合肥机务段，于2014年1月退役后移交给位于安徽省合肥市的安徽交通职业技术学院，作为教学用车。
- 东风4B型1781号机车：由大连机车车辆工厂制造，退役后移交给位于黑龙江省齐齐哈尔市的黑龙江交通职业技术学院，作为教学用车。
- 东风4B型1787号机车：由大连机车车辆工厂制造，曾配属南宁铁路局柳州机务段，退役后于2013年进入柳州工业博物馆作静态展示。
- 东风4B型1788号机车：由大连机车车辆工厂于1990年制造，曾配属兰州铁路局兰州西机务段，退役后于2019年在兰州西机务段段内作静态展示。
- 东风4B型1811号机车：由大连机车车辆工厂制造，退役后移交给呼和浩特市机械工程职业技术学校（原呼和浩特铁路司机学校），作为教学用车。
- 东风4B型1884号机车：由大连机车车辆工厂制造，退役后移交给位于黑龙江省齐齐哈尔市的黑龙江交通职业技术学院，作为教学用车。
- 东风4B型1893号机车：由大连机车车辆工厂于1991年制造，曾配属北京铁路局丰台机务段，为第三代毛泽东号机车（1991年—2000年），于2014年退役并挂牌复原，现存放在北京铁路局丰台机务段的毛泽东号机车展览馆作静态展示。
- 东风4B型1936号机车：由大连机车车辆工厂于1991年制造，曾配属郑州铁路局洛阳机务段，退役后移交给位于河南省郑州市的郑州铁路职业技术学院，作为教学用车。
- 东风4B型1960号机车：由大连机车车辆工厂于1991年制造，曾配属北京铁路局丰台机务段，于1997年接替ND4型37号机车成为工人先锋号机车，于2014年底退役后移交101库作为北京铁路局教学用机车展览，工人先锋号牌改挂在东风4D型1893号（第四代毛泽东号）机车上。
- 东风4B型1986号机车：由大连机车车辆工厂于1991年制造，曾配属济南铁路局济南西机务段。该机车于1995年遭遇事故后在四方机车车辆厂大修，并改装与东风4E型机车相似的车体。至2021年退役后被安置于济西站机车展示区作静态展示。
- 东风4B型1988号机车：由大连机车车辆工厂于1991年制造，曾配属济南铁路局济南西机务段，于2021年退役后被安置于济西站机车展示区作静态展示。
- 东风4B型1995号机车：由大连机车车辆工厂于1991年制造，曾配属兰州铁路局兰州西机务段，于2021年11月退役被捐赠给宁夏回族自治区固原市原州区彭堡镇姚磨村，在“火车头”民宿旅馆作静态展示[57]。
- 东风4B型2019号机车：原车号及原配属不详，现存放于上海铁路局徐州机务段徐州北运用车间作静态展示。
- 东风4B型2127号机车：由大连机车车辆工厂制造，曾配属哈尔滨铁路局齐齐哈尔机务段，退役后移交给位于黑龙江省齐齐哈尔市的齐齐哈尔技师学院，作为教学用车。
- 东风4B型2159号机车：由大连机车车辆工厂制造，曾配属济南铁路局济南机务段，退役后移交给位于山东省济南市的山东建筑大学，切除部分车体后保存于铁路文化展示基地内作静态展示。
- 东风4B型2233号机车：由大连机车车辆工厂制造，曾配属广州铁路集团广州机务段，于2016年7月退役后存放在韶关机务段内，至2019年9月进入位于韶关机务实训基地，作为教学和展示用车。
- 东风4B型2244号机车：由大连机车车辆工厂于1990年制造，曾配属上海铁路局南京东机务段，退役后移交给位于江苏省南京市的南京铁道职业技术学院，作为教学用车。
- 东风4B型2298号机车：由大连机车车辆工厂制造，曾配属北京铁路局唐山机务段，北京机务段。退役后于2014年2月移交给位于黑龙江省齐齐哈尔市的齐齐哈尔铁路工程学校，作为教学用车。改号车，原车已于2016年拆解。
- 东风4B型2427号机车：由大连机车车辆工厂于1993年制造，退役后移交给位于辽宁省锦州市的辽宁铁道职业技术学院，作为教学用车。
- 东风4B型2445号机车：由大连机车车辆工厂于1994年制造，曾配属太原铁路局湖东机务段，因柴油机故障提前退役，退役后移交湖东机务段茶坞救援车间作为救援演练车。2023年被移到茶坞救援车间死线搁置。
- 东风4B型2480号机车：由大连机车车辆工厂于1994年制造，曾配属南宁铁路局柳州机务段，退役后于2016年7月移交给位于广西壮族自治区柳州市的柳州铁道职业技术学院，作为教学用车。
- 东风4B型2550号机车：由大连机车车辆工厂制造，曾配属广州铁路集团广州机务段，退役后由海南铁路博物馆收藏，作静态展示。
- 东风4B型3143号机车：由资阳内燃机车厂制造，曾配属中铁十七局集团，退役后于2020年6月保存于山东省东营市海通路东方银座花园作静态展示，并套用东风4B型2557号机车（大连机车车辆厂制造）的车号。
- 东风4B型3332号机车：由资阳内燃机车厂于1989年制造，曾配属上海铁路局合肥机务段、金温铁道公司温州西机务段，于2020年退役后被安置在浙江省温州市的温州市金温记忆火车主题文化园作静态展示[58]。
- 东风4B型3636号机车：由资阳内燃机车厂制造，退役后移交给位于内蒙古自治区包头市的包头铁道职业技术学院，作为教学用车。
- 东风4B型3654号机车：由资阳内燃机车厂制造，曾配属昆明铁路局昆明机务段，退役后移交给位于云南省昆明市的昆明铁道职业技术学院，作为教学用车。
- 东风4B型3848号机车：由资阳内燃机车厂制造，退役后于2015年10月移交给位于江西省南昌市的华东交通大学，保存于华东交大北区大门作静态展示。
- 东风4B型3960号机车：由资阳内燃机车厂制造，曾配属上海铁路局徐州机务段，退役后被保存于安徽省合肥市的新站高新区铁路公园作静态展示。
- 东风4B型3998号机车（？）：由资阳内燃机车厂于1995年制造，曾配属南宁铁路局柳州机务段（？），该车服役期间曾改号为东风4B型1701号，退役后于2019年4月保存于青岛百果山森林公园，作静态展示，车号改为3701号。
- 东风4B型6057号机车：由大同机车厂于1990年制造，曾配属北京铁路局怀柔北机务段，于2016年退役存放在怀柔北机务段内作救援演练用车。
- 东风4B型6210号机车：由大同机车厂制造，曾配属北京铁路局怀柔北机务段，退役后于2013年9月移交给中南大学铁道学院，车号被更改为东风4B型1983号，作为教学用车。
- 东风4B型6262号机车：由大同机车厂制造，曾配属上海铁路局上海机务段，退役后于2020年移交给位于上海市南翔镇的中国铁路上海局集团有限公司上海职工培训基地，作为教学用车。
- 东风4B型6359号机车：由大同机车厂于1995年制造，曾配属西安铁路局西安机务段，退役后移交给位于陕西省西安市的西安铁路职业技术学院，作为教学用车。
- 东风4B型6382号机车：由大同机车厂于1995年制造，曾配属北京铁路局怀柔北机务段，于2018年退役后存放在怀柔北机务段双桥运用车间内作展示车。
- 东风4B型7019号机车：由大连机车车辆工厂于1992年制造，曾配属南宁铁路局南宁机务段，退役后于2013年移交给位于四川省成都市的西南交通大学，保存于西南交通大学机车博物园作静态展示。
- 东风4B型7061号机车：由大连机车车辆工厂制造，曾配属上海铁路局杭州机务段，退役后于2019年1月移交给杭州机务段乔司运用车间作静态展示。
- 东风4B型7066号机车：由大连机车车辆工厂制造，曾配属南昌铁路局鹰潭机务段，退役后被移交给位于江西省南昌市的华东交通大学铁道工程实训基地，作为教学用车。
- 东风4B型7068号机车：由大连机车车辆工厂于1992年制造，退役后于2015年3月移交给位于广东省江门市的五邑大学轨道交通学院，车号被更改为东风4B型1985号，作为教学用车。
- 东风4B型7149号机车：由大连机车车辆工厂制造，曾配属北京铁路局石家庄电力机务段，退役后于2013年12月移交给位于河北省石家庄市的石家庄铁道大学工程训练中心，作为教学用车。
- 东风4B型7202号机车：由大连机车车辆工厂制造，曾配属沈阳铁路局锦州机务段，退役后于2017年移交给位于辽宁省锦州市的中国铁路沈阳局集团有限公司锦州职工培训基地，作为教学用车。
- 东风4B型7260号机车：由大连机车车辆工厂于1993年制造，曾配属北京铁路局天津北机务段和天津机务段，退役后于2013年8月移交给位于天津市河北区的天津铁道职业技术学院，作为教学用车。
- 东风4B型7359号机车：由大连机车车辆工厂制造，曾配属上海铁路局杭州机务段，退役后保存于杭州机务段救援车间杭州救援列车驻地，作为救援演练道具[59]。
- 东风4B型7475号机车：由大连机车车辆工厂制造，曾配属沈阳铁路局阜新机务段，退役后于2021年4月移交给位于武汉市新洲区的格林美（武汉）城市矿产循环产业园开发有限公司作静态展示。
- 东风4B型7543号机车：由大连机车车辆工厂于1996年制造，曾配属上海铁路局徐州机务段，退役后被放置于安徽省合肥市肥东县的撮镇撮街文化街区作静态展示，车身涂装被改为与东风4D型客运机车相同的红色涂装。
- 东风4B型9008号机车：由资阳内燃机车厂于1995年制造，曾配属北京铁路局承德机务段和怀柔北机务段，于2015年8月退役后移交给中国铁道博物馆作静态展示。
- 东风4B型9220号机车：由资阳内燃机车厂于1996年制造，曾配属济南铁路局青岛机务段，于2020年退役后移交给位于山东省莱芜市的山东文化产业职业学院作静态展示。
- 东风4B型9244号机车：由资阳内燃机车厂制造，曾配属济南铁路局济南西机务段，于2020年退役存放在济南西机务段内作静态展示。

- 柳州工业博物馆的东风4B型1787号机车
- 中南大学的东风4B型1983号机车（原6210号）
- 柳州铁道职业技术学院的东风4B型2480号机车
- 西南交通大学机车博物园的东风4B型7019号机车
- 中国铁道博物馆的东风4B型9008号机车

## 参看
- 240/275系列柴油机
- 东风4型柴油机车
- 东风4C型柴油机车
- 东风4D型柴油机车
- 东风4E型柴油机车
- 东风6型柴油机车
- 东风10型柴油机车